# Mosaicos de Delos
Los mosaicos de Delos son un significativo conjunto de pavimentos, realizados con la técnica del mosaico durante el periodo de la Antigua Grecia y provenientes de Delos, la isla griega perteneciente a las Cícladas. La mayoría de los mosaicos conservados datan de la última mitad del siglo II a. C. y principios del siglo I a. C., durante el período helenístico y principios de la Grecia romana. Los mosaicos helenísticos dejaron de producirse aproximadamente después del 69 a. C., debido a las guerras mitridáticas libradas contra el reino del Ponto. Como consecuencia, la isla sufrió el descenso repentino de su población, así como el declive en su posición como importante núcleo comercial. Delos conserva una de las mayores colecciones de restos de mosaicos entre los sitios arqueológicos de la Grecia helenística. De hecho, aproximadamente la mitad de los mosaicos griegos teselados de la época helenística provienen de esta isla.
Los pavimentos de Delos comprendían desde simples cantos rodados o suelos de gravilla hasta otros mosaicos más elaborados compuestos por teselas. La mayoría de los motivos estaban formados por patrones geométricos simples, mientras que solo unos pocos empleaban las técnicas del opus tessellatum y opus vermiculatum para crear escenas y figuras concretas, naturalistas y de colores brillantes. Se han hallado mosaicos en lugares de culto, edificios públicos y viviendas privadas, estos últimos por lo general formando parte de una planta irregular o de un patio central con peristilo.
Aunque existen algunos indicios de influencias púnico-fenicias y romano-italianas, los mosaicos de Delos se ajustan generalmente a las principales características del arte helenístico. Los mismos mecenas adinerados que encargaron pinturas y esculturas en Delos podrían también haber contratado en el extranjero a los artistas diseñadores de mosaicos. Las obras comparten rasgos de otras partes del mundo griego, como los mosaicos macedonios de Pella. También incorporan algunas particularidades de la pintura griega tradicional y a menudo emplean una técnica con un fondo negro similar a la cerámica de figuras rojas del período clásico. Algunos estilos y métodos encontrados en Delos aparecen en el arte romano y en sus mosaicos, aunque otros ejemplos contemporáneos romanos como los de Pompeya muestran diferencias significativas entre el mediterráneo occidental y oriental en lo que se refiere a la producción y el diseño.

## Datación
En Delos se han conservado hasta la actualidad exactamente 354 mosaicos, los cuales fueron estudiados por el arqueólogo francés Philippe Bruneau. La mayoría datan del período helenístico y del final de la República romana (es decir, la segunda mitad del siglo II a. C. y principios del siglo I a. C.). Unos pocos de ellos fueron fechados en el período clásico, y un mosaico se atribuyó a la época del Imperio romano. Bruneau estimó que las piezas catalogadas sin fecha, basándose en su estilo, estarían realizadas en la misma época que la mayoría de los otros ejemplos, es decir, aproximadamente entre 133 y 88 a. C. En 167 o 166 a. C., tras la victoria romana en la tercera guerra macedónica, Roma cedió la isla de Delos a los atenienses, quienes expulsaron a la mayoría de los habitantes nativos.
La destrucción de Corinto por parte de Roma en 146 a. C. permitió que Delos asumiera, al menos parcialmente, el antiguo papel de primer núcleo comercial de Grecia. La prosperidad económica de la isla, su actividad constructiva y su población disminuyó considerablemente tras el asalto del lugar por parte de las fuerzas de Mitrídates VI de Ponto en 88 y 69 a. C., durante las guerras mitridáticas con Roma. A pesar de las invasiones de Ponto, Delos solo fue gradualmente abandonada después de que Roma se asegurase un enlace comercial directo con Oriente, lo cual marginó a la isla como un punto intermedio en su ruta hacia el Este.

## Características

### Composición
Los mosaicos y pavimentos de Delos estaban compuestos por simples cantos rodados, suelos de gravilla realizados con mármol blanco, fragmentos de cerámica y paneles formados por teselas. Estos últimos podían ser de dos tipos: los más simples eran teselados de opus tessellatum que empleaban piezas grandes, de unos ocho por ocho milímetros. Los más elaborados estaban realizados con la técnica del opus vermiculatum, utilizando teselas de tamaños inferiores a cuatro por cuatro milímetros. Muchos mosaicos de Delos estaban formados por una mezcla de estos materiales, mientras que los más comunes eran los pavimentos de gravilla. Estos fueron descubiertos en 55 viviendas y generalmente se disponían en la planta baja. La mayoría de los mosaicos estaban constituidos por piezas de mármol roto incrustadas en un suelo de cemento. Otras bases de solado estaban compuestas por tapial o lajas de gneis. Las cocinas y letrinas se pavimentaban con cerámica, ladrillo y fragmentos de azulejos con el objetivo de impermeabilizar frente al agua. Generalmente se incluían tiras finas de plomo para realzar los contornos de los mosaicos de patrones geométricos, aunque estas no aparecían en otros mosaicos más complejos y figurativos.

### Disposición y localización

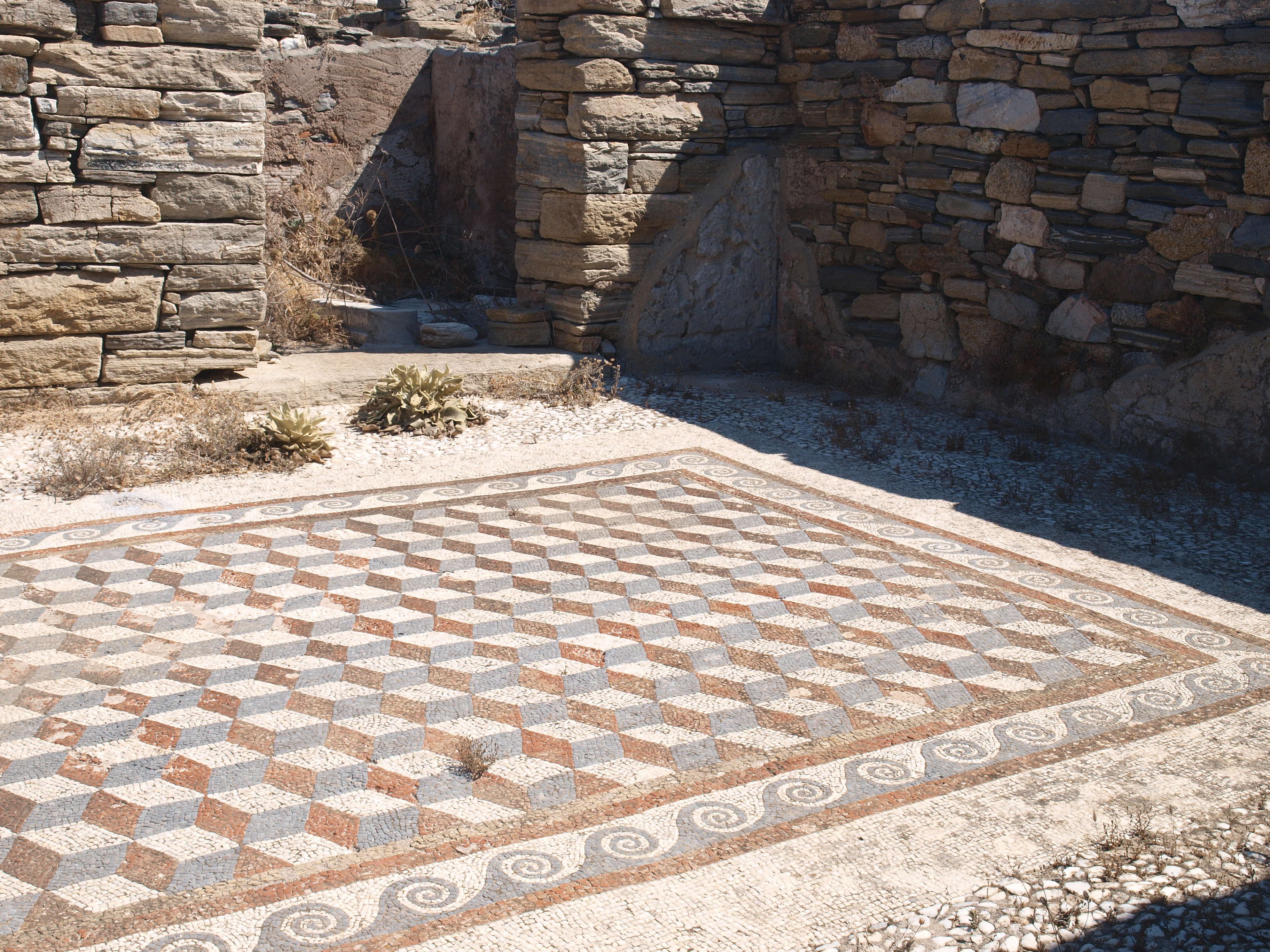
Un pavimento de mosaico con motivos de cubos en una casa de la isla de Delos.

Aunque algunos de los mosaicos se hallaron en santuarios religiosos y edificios públicos, la mayoría de ellos se encontraron en edificios residenciales y viviendas privadas. La mayoría de estas casas tenían una planta irregular, mientras que un segundo gran grupo de viviendas se construyó con un patio con peristilo central. Los mosaicos sencillos generalmente estaban relegados a las zonas de paso, mientras que las estancias dedicadas a la recepción de invitados presentaban mosaicos más ricamente decorados. Sin embargo, solo 25 viviendas en Delos muestran mosaicos realizados con opus tessellatum y únicamente ocho casas poseen motivos con el estilo del opus vermiculatum y escenas figurativas. La amplia mayoría de suelos decorados exhiben exclusivamente sencillos diseños geométricos. Asimismo, en las viviendas de la antigua Delos es más común el uso de mosaicos con las técnicas del opus vermiculatum y opus tessellatum en las plantas superiores que en las inferiores. Los patios con peristilo central muestran solamente motivos florales y geométricos, a excepción de la Casa de Dioniso y la Casa de los Delfines.

### Patrones y motivos

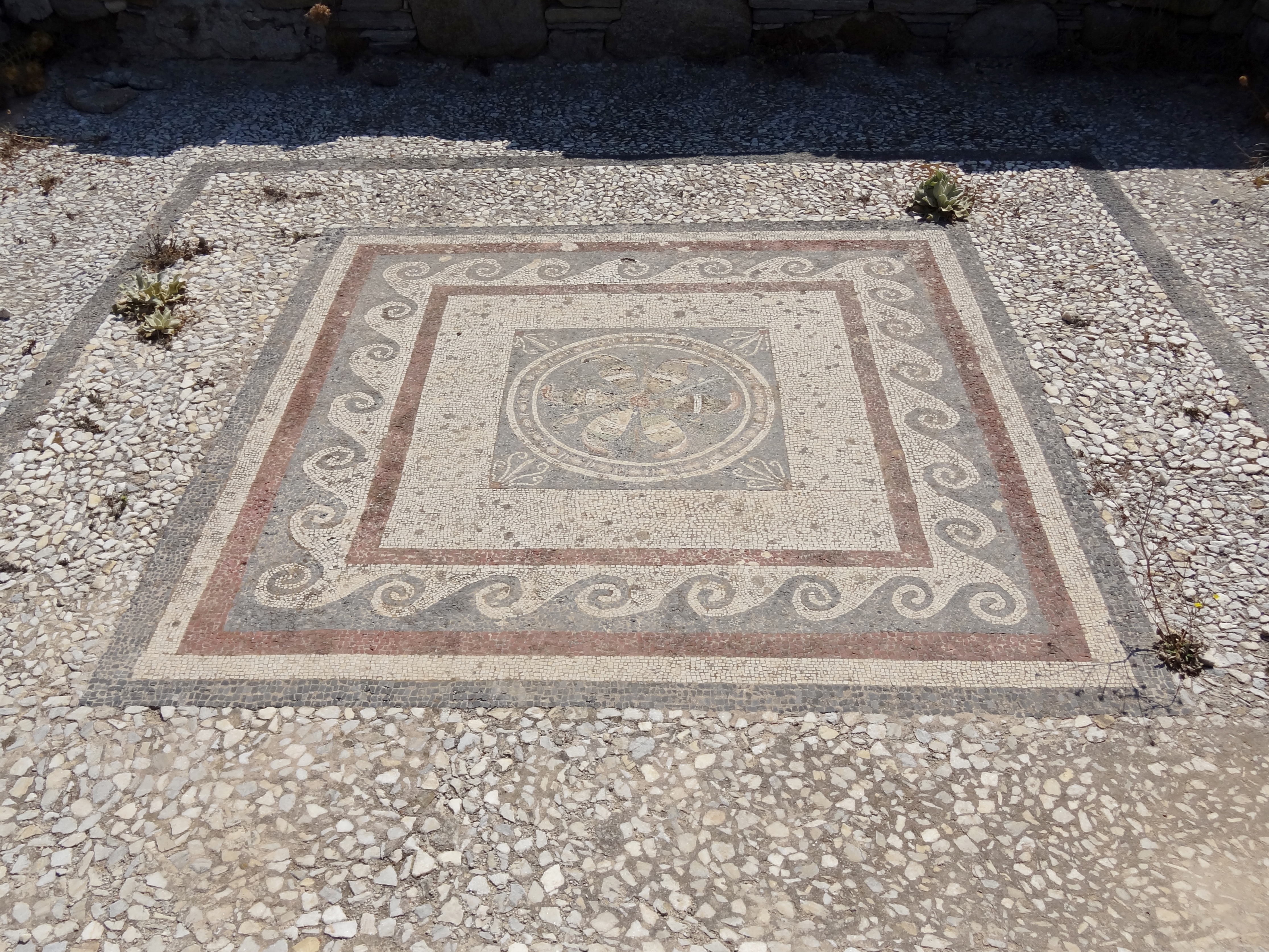
Un mosaico de Delos que muestra una roseta como motivo central rodeada por un patrón de olas simples.

Entre los diversos patrones y motivos encontrados en los mosaicos de Delos destaca el diamante de tres colores, que crea una imagen tridimensional de cubos en perspectiva. Este patrón aparece en quince lugares distintos, siendo uno de los más comunes. Otros motivos están formados por olas y triángulos escalonados, mientras que los temas principales representan objetos y figuras marítimos, teatrales, naturales o mitológicos. El patrón de la ola simple, un motivo común en el arte helenístico, es el tipo de diseño de borde más común en los mosaicos de Delos y puede encontrarse en otros lugares como Arsameia, aunque dibujado en sentido contrario. El motivo de la roseta, que se ha hallado en mosaicos de diversos sitios helenísticos por todo el Mediterráneo, en Delos a menudo se acompaña de franjas perimetrales con olas simples. El típico diseño de palmeta griega se emplea aquí para rellenar las cuatro esquinas alrededor de las cuales aparece una roseta como imagen central. En las escenas figurativas, la impresión de un relieve tridimensional se conseguía generalmente mediante el uso de la policromía con tonalidades blancas, negras, amarillas, rojas, azules y verdes.
Los orígenes de la composición, técnica, disposición y estilo de los mosaicos de Delos se encuentran en los mosaicos de guijarros del siglo V a. C. hallados en Olinto, en la región Calcídica del norte de Grecia, formados por un mosaico central sobre un pavimento de cemento y un patrón en forma de guirnaldas, grecas u olas alrededor del motivo central o escena figurativa. Este diseño es similar al de los mosaicos de Pella en Macedonia del siglo IV a. C., aunque en este caso los mosaicos de guijarros emplean una mayor gama de colores para crear un efecto de volumen. La transición de los mosaicos de guijarros a otros más complejos teselados quizás se originó en la Sicilia griega durante el siglo III a. C., desarrollados en lugares como Morgantina o Siracusa. Al igual que en Olinto, los mosaicos de Morgantina emplean patrones de guirnaldas, olas y grecas, aunque estas últimas se realizaron en perspectiva.

### Orígenes culturales y étnicos
Todos los motivos de los pavimentos de Delos tienen un origen típicamente helenístico, a excepción de una imagen de la diosa púnico-fenicia Tanit, aunque los morteros empleados en algunos pavimentos de teselas revelan una influencia italiana. Los tres principales grupos étnicos de la isla eran el pueblo griego (mayoritariamente de origen ateniense), los sirios-fenicios y los italorromanos. Sin embargo, es muy probable que muchos de estos últimos fuesen italiotas, es decir, grecoparlantes nativos de la Magna Grecia, en el actual sur de Italia. Los habitantes de Delos de origen griego, italiano y sirio poseían mosaicos en sus casas particulares, pero Vincent J. Bruno afirma que «los diseños de sus obras de arte estaban en deuda con las tradiciones artísticas griegas».

## Importancia

### Persistencia del arte del mosaico helenístico
El arqueólogo francés François Chamoux consideró los mosaicos de Delos como la obra cumbre o cota máxima del arte del mosaico en la Antigua Grecia, con teselas que creaban escenas ricamente detalladas y llenas de color. Este estilo helenístico de mosaico continuó hasta la Antigüedad tardía y podría haber influido en la amplia difusión del mosaico en Occidente durante la Edad Media. Birgit Tang, en su estudio de las viviendas y obras de arte de los núcleos comerciales del Mediterráneo, realizó un análisis de tres sitios arqueológicos: Delos en el Egeo, Cartago en la actual Túnez y Emporión, la moderna Ampurias en Cataluña, España, que fue una colonia griega. La razón para la elección de estos tres lugares en concreto para su investigación y comparación fue su estatus como grandes nexos del comercio marítimo, así como sus relativamente bien conservadas ruinas de las viviendas urbanas.
Ruth Westgate indica que Delos conserva aproximadamente la mitad de todos sus mosaicos griegos teselados del período helenístico. En su estimación, los sitios de Delos, Morgantina y Solunte en Sicilia contienen la mayor cantidad de restos de mosaicos griegos helenísticos. Hariclia Brecoulaki asegura que los mosaicos de Delos representan la principal colección de mosaicos griegos. También afirma que únicamente la capital macedonia de Pella tiene una cantidad similar de hogares privados (opuestos a residencias reales) que están decorados con elaboradas pinturas murales, mosaicos firmados y esculturas de mármol exentas. Katherine M. D. Dunbabin manifiesta que, aunque se han encontrado muchos mosaicos helenísticos en la Grecia continental, Asia Menor y el noreste de África (es decir, en Cirene), es en el sitio de Delos donde aparecen exclusivamente en «cantidad suficiente como para permitir conclusiones generales sobre su uso y naturaleza».

### Comparación con la Pompeya romana
Hetty Joyce, en su análisis comparativo del arte del mosaico en el mundo grecorromano, eligió los mosaicos de Delos y de la Pompeya romana como principales muestras representativas para determinar las diferencias en la forma, función y técnicas de producción entre los mosaicos de la Grecia oriental y la Roma occidental. Su razonamiento para la selección de estos dos ejemplos fueron la buena conservación de sus pavimentos, la datación inequívoca de las muestras de finales del siglo II a. C. y principios del siglo I a. C., y una cantidad suficiente de literatura académica dedicada a cada uno de los sitios para poder compararse, gracias a la amplia documentación de los mosaicos de Delos por parte de Bruneau.
Ruth Westgate, en su sondeo y estudio comparativo de los mosaicos griegos helenísticos de Pompeya, concluye que los mosaicos romanos, fechados en el primer estilo pompeyano de pintura mural de finales del siglo II a. C. y principios del siglo I a. C., provenían de la tradición griega. Sin embargo, recalca que los mosaicos pompeyanos se desmarcan de sus equivalentes griegos por presentar casi exclusivamente escenas figurativas en lugar de diseños abstractos, que destacan sobre un pavimento liso realizado muy probablemente por artesanos locales y producido de forma separada de los paneles figurativos, estos últimos quizás elaborados por artistas griegos para sus mecenas romanos.
Debido a las similitudes entre las pinturas murales helenísticas en Delos y el primer estilo pompeyano, Joyce sostiene que las diferencias entre ambos mosaicos son el producto deliberado de una preferencia artística, más que el resultado de la ignorancia de las tradiciones foráneas. Estas diferencia incluyen el amplio uso de opus signinum en Pompeya, con solo cuatro ejemplos conocidos en Delos; el uso de opus sectile en Pompeya y su absoluta ausencia en Delos; y el empleo prevalente de patrones polícromos y diseños figurativos tridimensionales en los mosaicos de Delos frente a los elementos bidimensionales de Pompeya, donde se emplean a lo sumo dos colores. Los mosaicos figurativos complejos tridimensionales, en los que la imágenes aparecen policromadas para conseguir el efecto del claroscuro, no se produjeron en Pompeya hasta el segundo estilo pompeyano de pintura mural (80-20 a. C.), y se consideran una asimilación de la corriente artística helenística. Mientras que se utilizaron tiras de plomo en los mosaicos helenísticos de Delos, Atenas y Pella en Grecia, Pérgamo (Turquía), Calatis (Rumanía), Alejandría (Egipto) y Quersoneso (península de Crimea), estas no aparecen en los mosaicos del Mediterráneo occidental de Malta, Sicilia y la península itálica. Westgate afirma que los mosaicos helenísticos pueden clasificarse en dos grandes categorías: los occidentales y los orientales, basándose en su estilo distinto y en su técnica de producción.

### Relación con otras disciplinas del arte de la Antigua Grecia
La cerámica de figuras rojas ya no se producía en la época en que se realizaron los mosaicos de Delos. Esta técnica de fondo negro todavía era apreciada en los mosaicos macedonios de guijarros de Pella del siglo IV a. C., tales como los mosaicos de teselas de figuras blancas que representaban a tritones. El método del fondo negro fue empleado por última vez en el arte del vidrio, en particular en los vidrios camafeos de vidrio romano, con ejemplos como la vasija de Portland, la gemma augustea o el gran camafeo de Francia.
El motivo de guirnaldas onduladas sobre un fondo oscuro de las pinturas murales había aparecido anteriormente en diversas obras griegas que iban desde vasijas a los mosaicos macedonios de Pella del siglo IV a. C., en particular el Mosaico de la caza del ciervo. Sin embargo, los pintores de Delos habrían inventado supuestamente su propio catálogo decorativo mediante la combinación de estos elementos antiguos con un color más naturalista. El Mosaico de la caza del ciervo y otras obras se inspiraron no solo en el fondo negro, sino también en la idea de simulación tridimensional que tenía la pintura griega. En Delos, las pinturas y mosaicos heredaron los mismos estándares griegos clásicos de artesanía, iluminación, sombreado y color. Los escultores, pintores y artesanos del mosaico podrían haber formado parte del mismo sistema de mecenazgo, el cual en ciertas ocasiones podría haber necesitado importar a artistas extranjeros.

## Viviendas y barrios

Plano general de Delos. La zona B constituye el barrio del Lago Sagrado y la zona C es el barrio del Teatro. Se pueden distinguir las siguientes casas con sus respectivos números: 31-Casa del Lago; 38-Casa de Dioniso; 39-Casa del Tridente; 40-Casa de las Máscaras; 41-Casa de los Delfines.

### Mosaicos del barrio norte
En el barrio norte de Delos, denominado el barrio de los Joyeros, se descubrieron diversas estructuras antiguas tales como talleres y otros restos arqueológicos que datan del siglo III a. C. y principios del siglo II a. C. Hacia la segunda mitad del siglo II a. C. fueron reemplazados por viviendas privadas construidas a la manera tradicional de Delos: una planta rectangular y estrecha con un patio central, un vestíbulo o habitación de servicio en el frente y otra estancia principal en la parte trasera. El barrio de la Casa de las Máscaras es la única zona de Delos que no posee esta distribución arquetípica. Algunas casas del barrio norte presentan mosaicos con escenas mitológicas como el Licurgo de Tracia y la Ambrosía, hallado en la planta superior de una vivienda, o el mosaico de Atenea y Hermes junto a una mujer sentada, encontrado en una estancia principal.

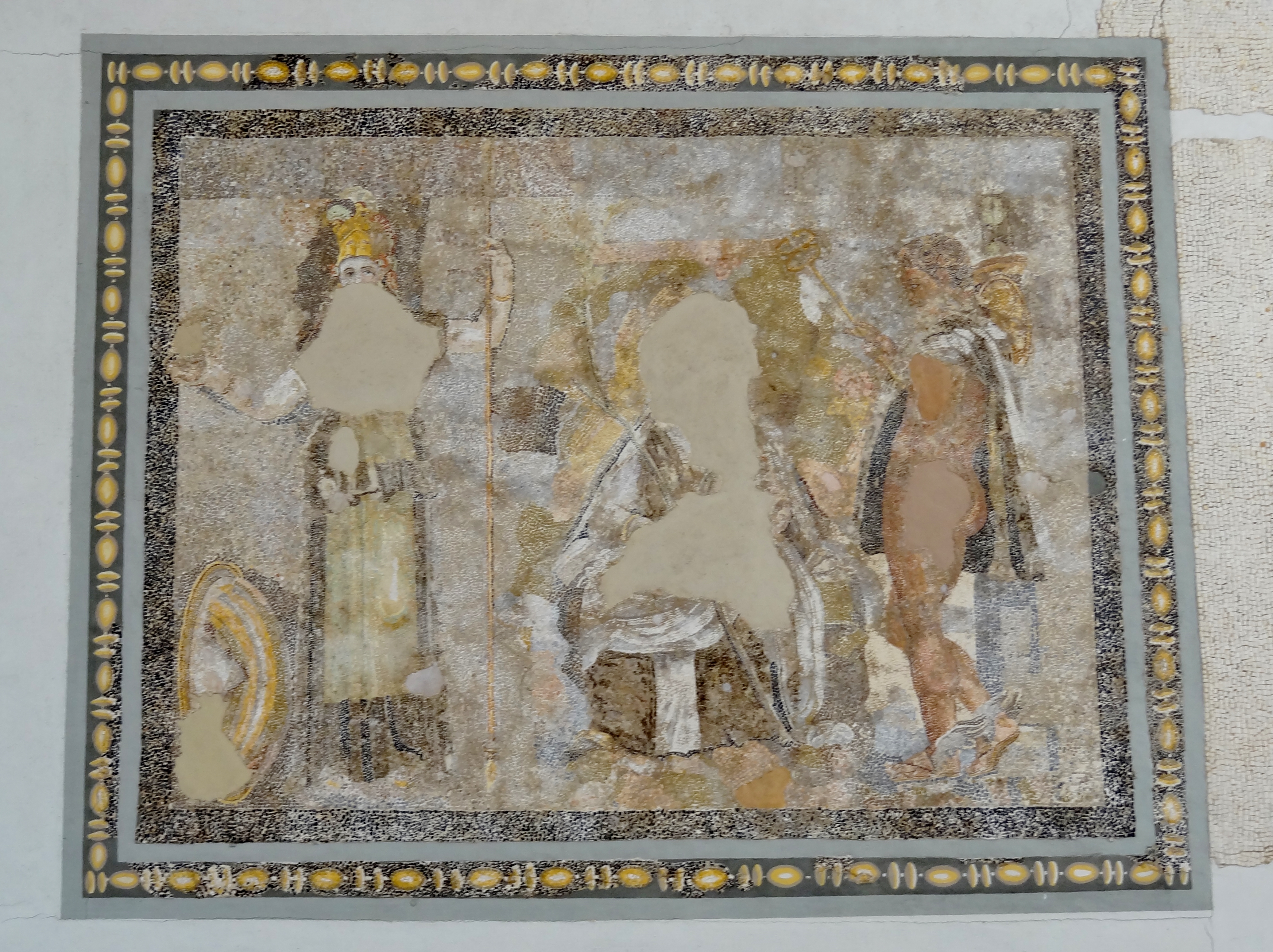
Detalle de la parte central de un mosaico del barrio de los Joyeros que representa a Hermes y Atenea, siglo II a. C.
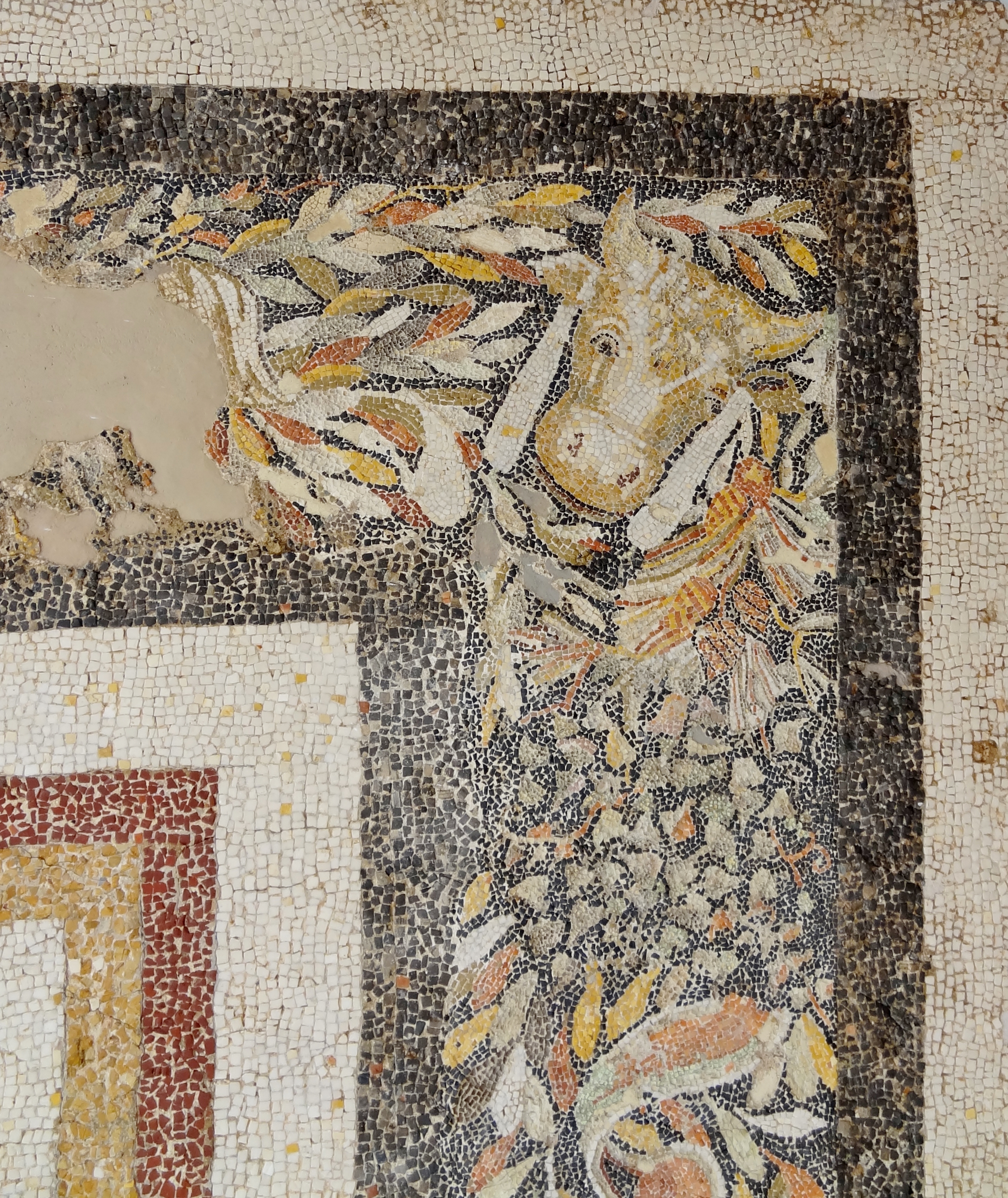
Detalle de un mosaico del barrio de los Joyeros de Delos donde se muestra una cabeza de toro con decoración vegetal.
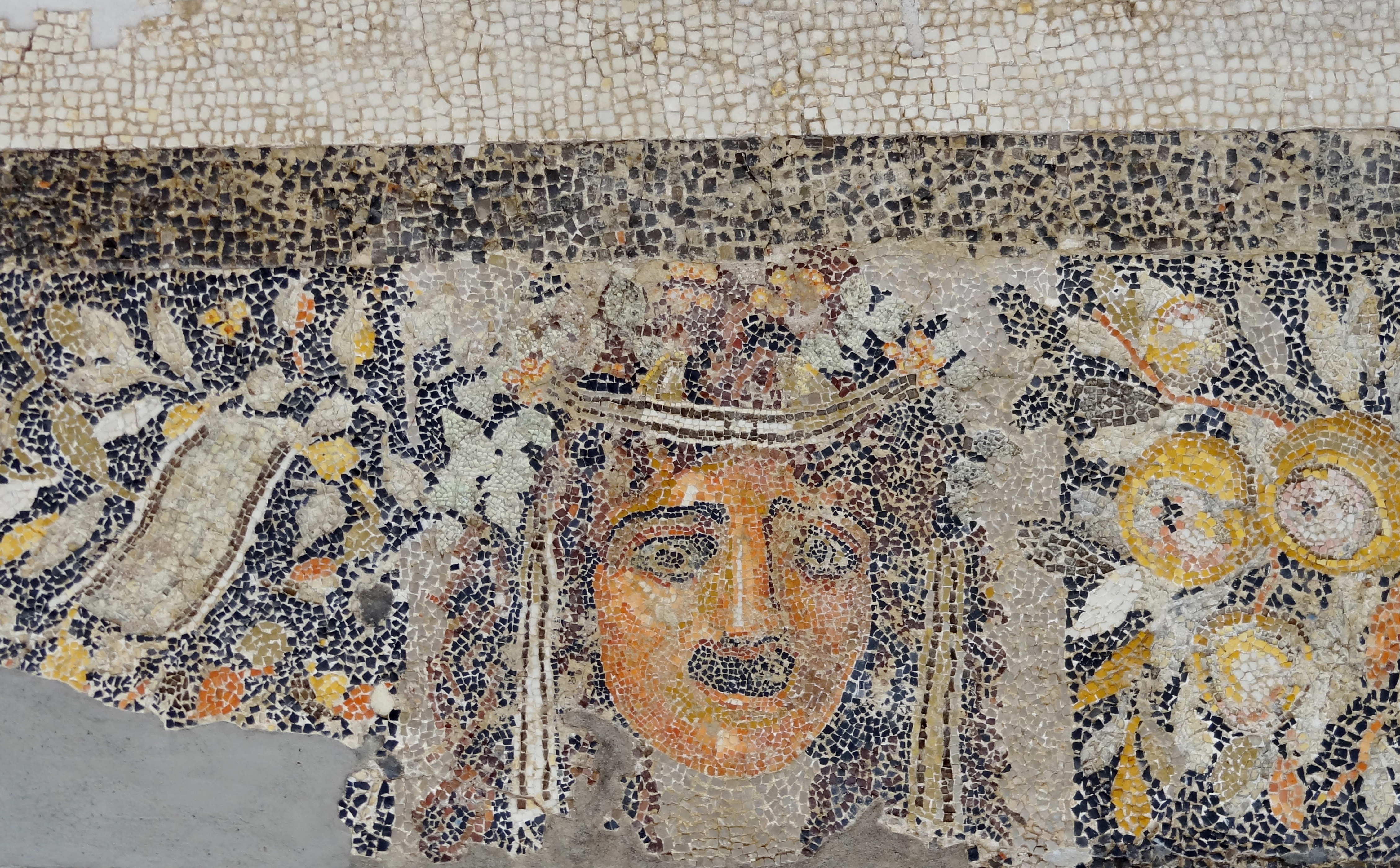
Detalle de un mosaico del barrio de los Joyeros de Delos que exhibe una máscara de teatro.
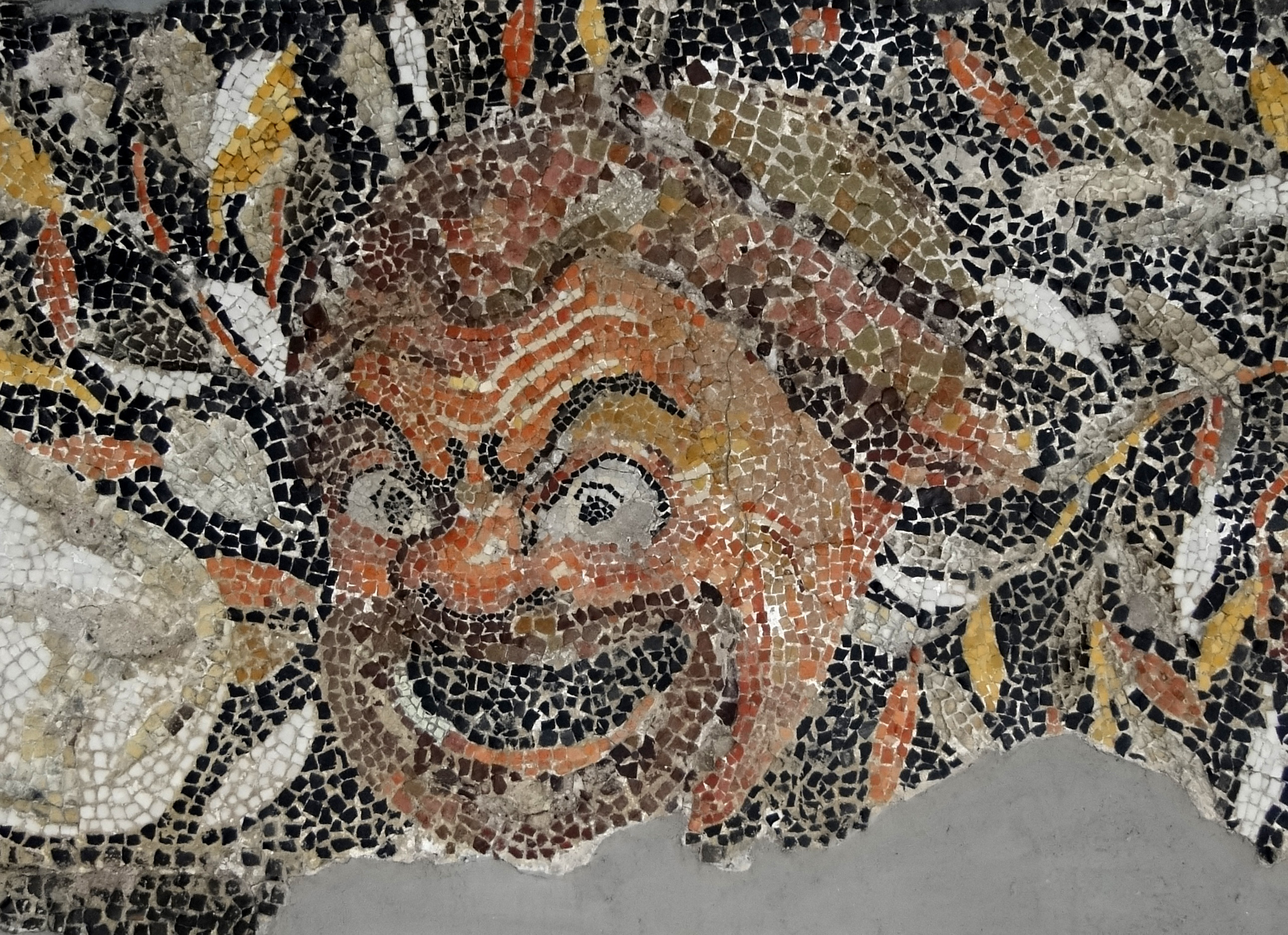
Detalle de un mosaico del barrio de los Joyeros de Delos que muestra una máscara de teatro.

### Mosaicos del barrio del Teatro
La mayoría de las casas del populoso barrio del Teatro de Delos tienen una planta irregular, mayoritariamente trapezoidal, en oposición a otros diseños cuadrados o rectangulares. El trazado urbano estrecho e irregular es distinto al de otros barrios, donde las calles se cruzan con ángulos más o menos rectos. Al igual que la mayoría de casas de Delos, las viviendas del barrio del Teatro presentan un patio abierto sin pórticos, en lugar de una disposición con un peristilo con columnas. Algunas de las casas carecen de decoración interior, así como de murales y mosaicos, lo cual es inusual en las viviendas de Delos.

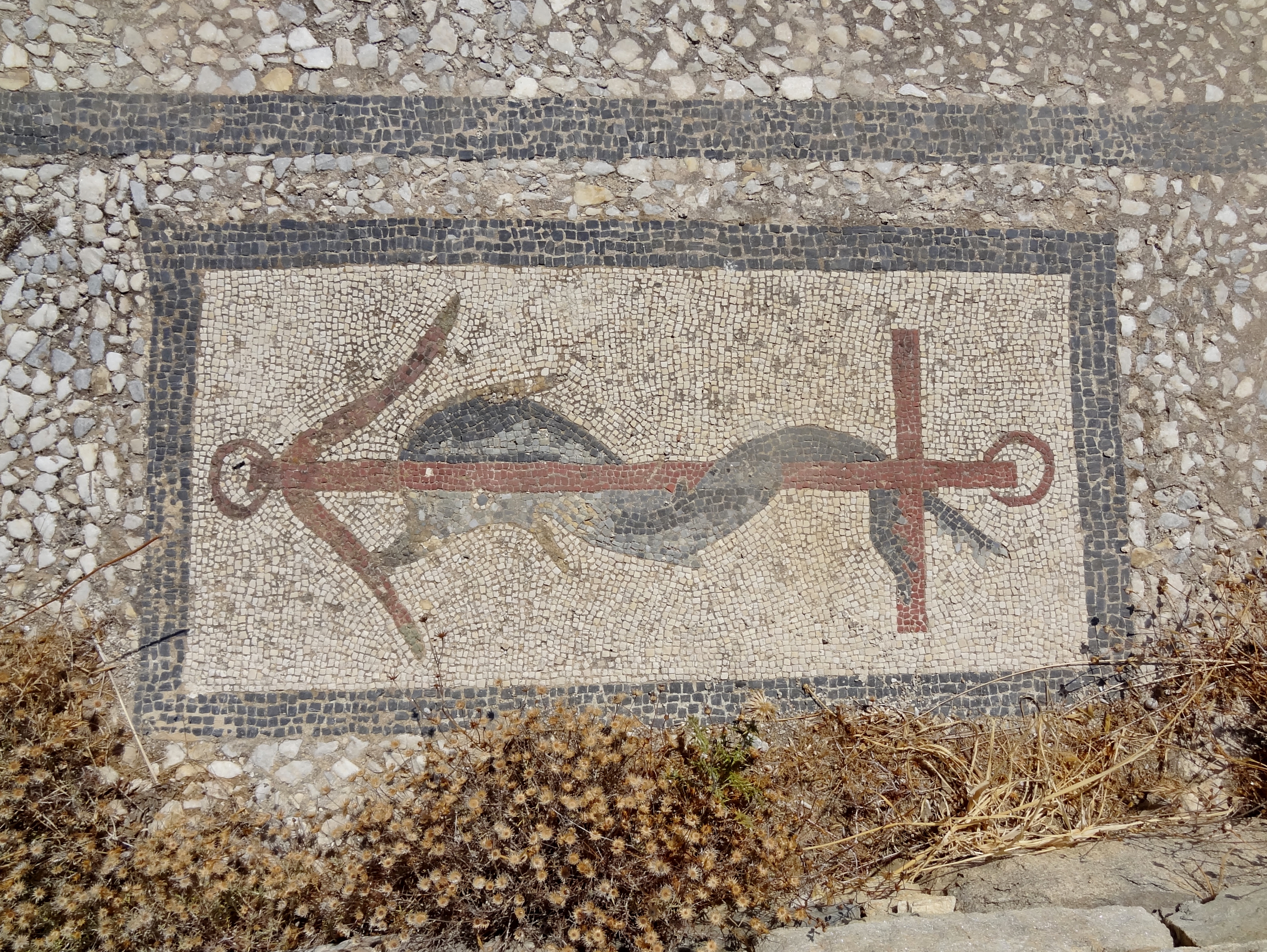
Mosaico con un diseño de delfín y ancla.
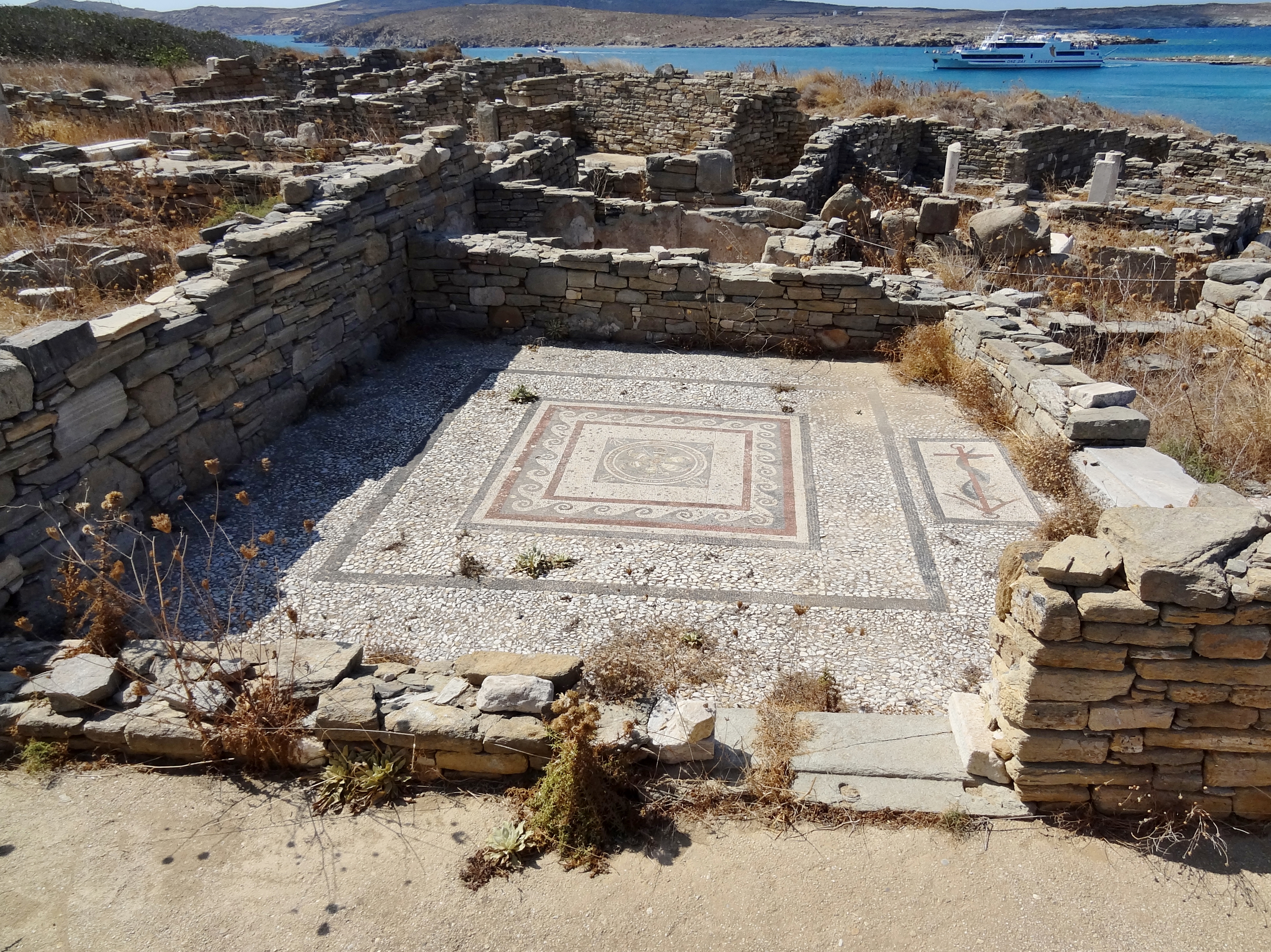
Los restos de una vivienda con un suelo de mosaico.
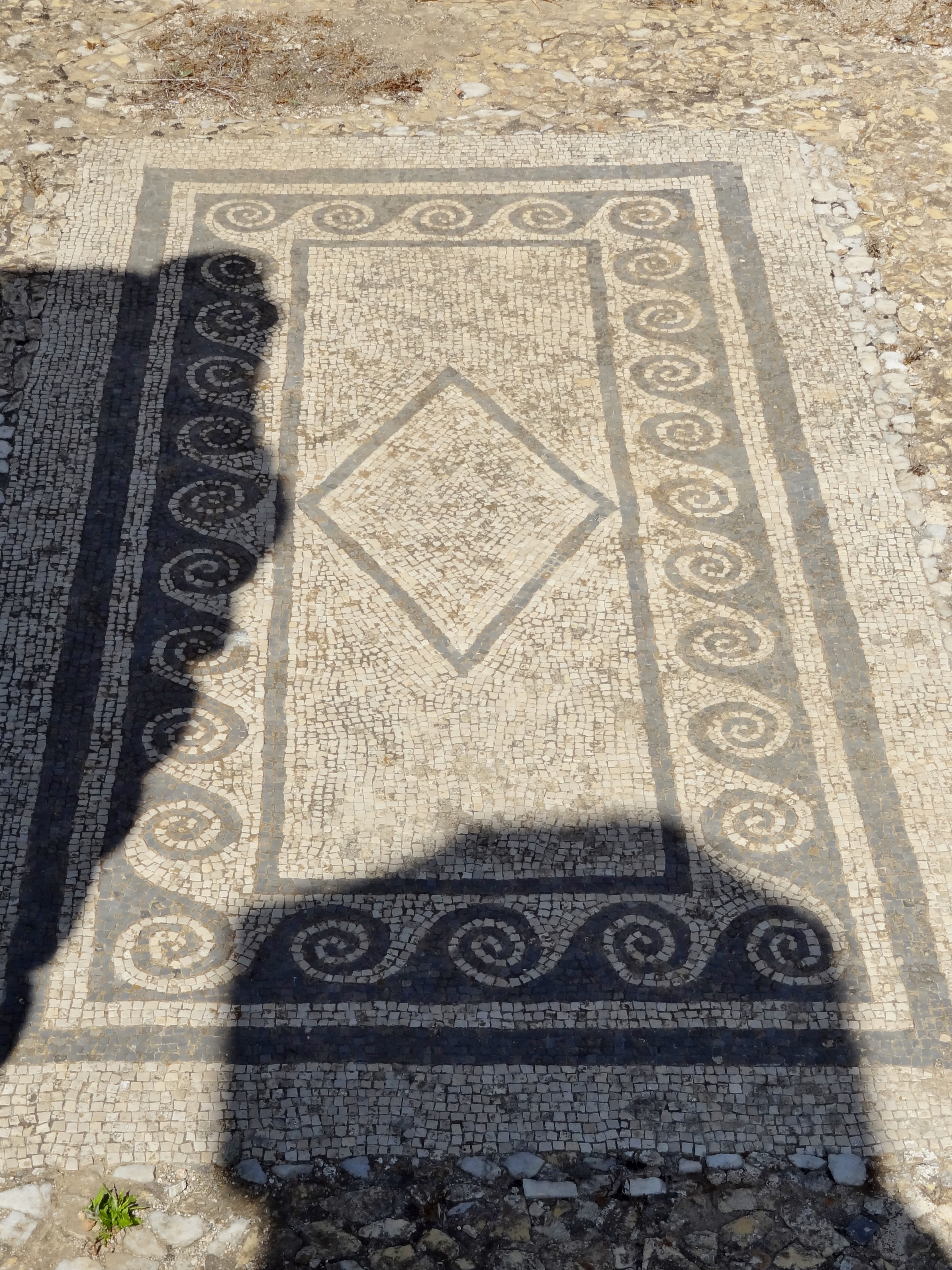
Mosaico con una banda perimetral con un diseño de olas.
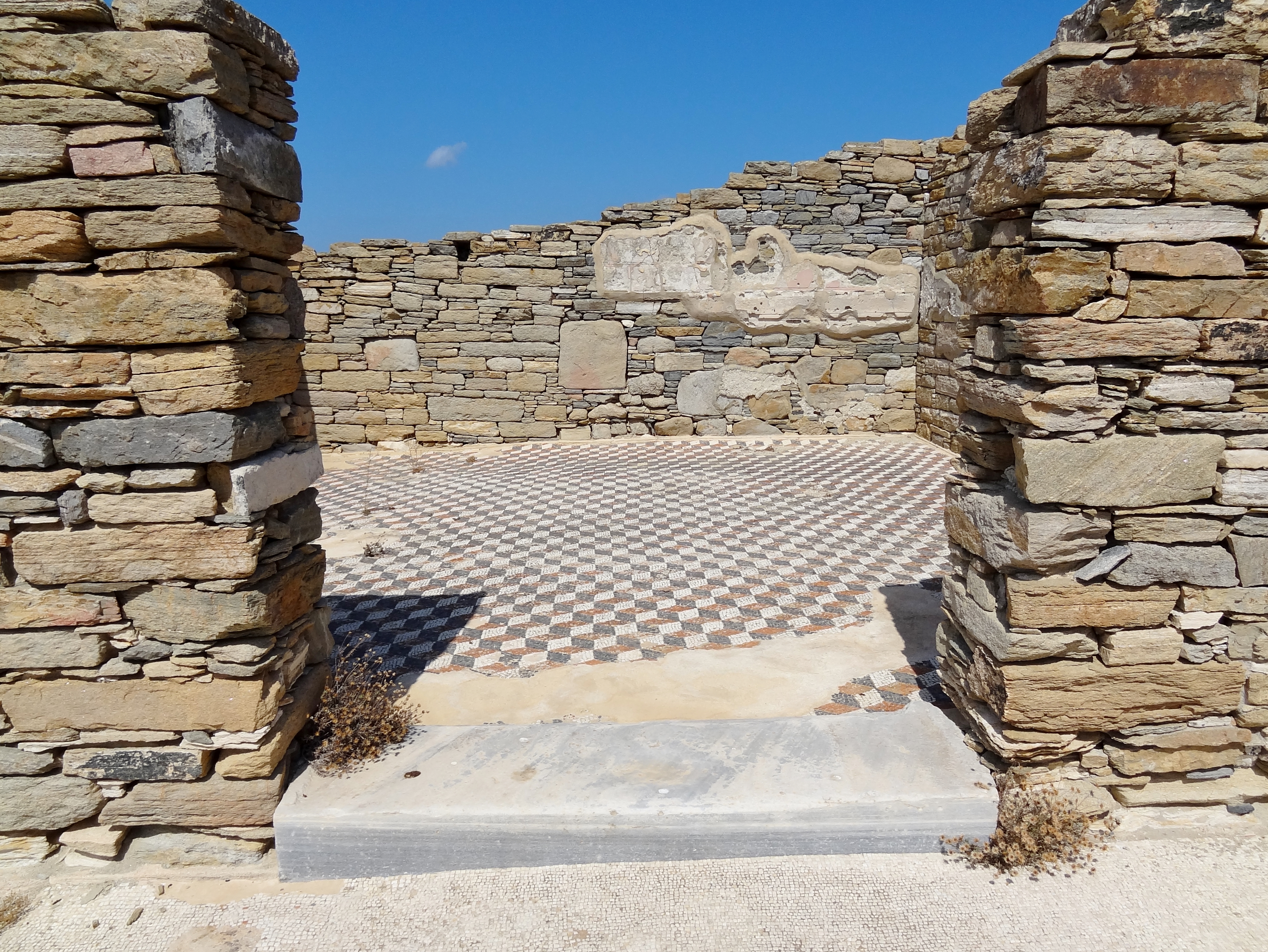
Suelo de mosaico con motivos de cubos geométricos en las ruinas de una casa.

### Casa de Dioniso
Según Dunbabin, el mosaico de Dioniso cabalgando sobre un tigre, hallado en la Casa de Dioniso en Delos, es uno de los mejores ejemplos de opus vermiculatum, comparable al Dioniso cabalgando sobre un leopardo de la Casa de las Máscaras. Podría también tratarse de un predecesor más sencillo del mosaico realizado con guijarros y localizado en la capital macedonia de Pella. Sin embargo, una diferencia clave en cuanto a la temática son las alas de Dioniso, que sugieren su reencarnación en un demon en lugar de un dios. Las teselas, realizadas con vidrio, fayenza, terracota y piedras naturales, fueron talladas en piezas de apenas un milímetro cuadrado de superficie, lo cual permitió la creación de detalles nítidos y el empleo de una amplia gama de colores.

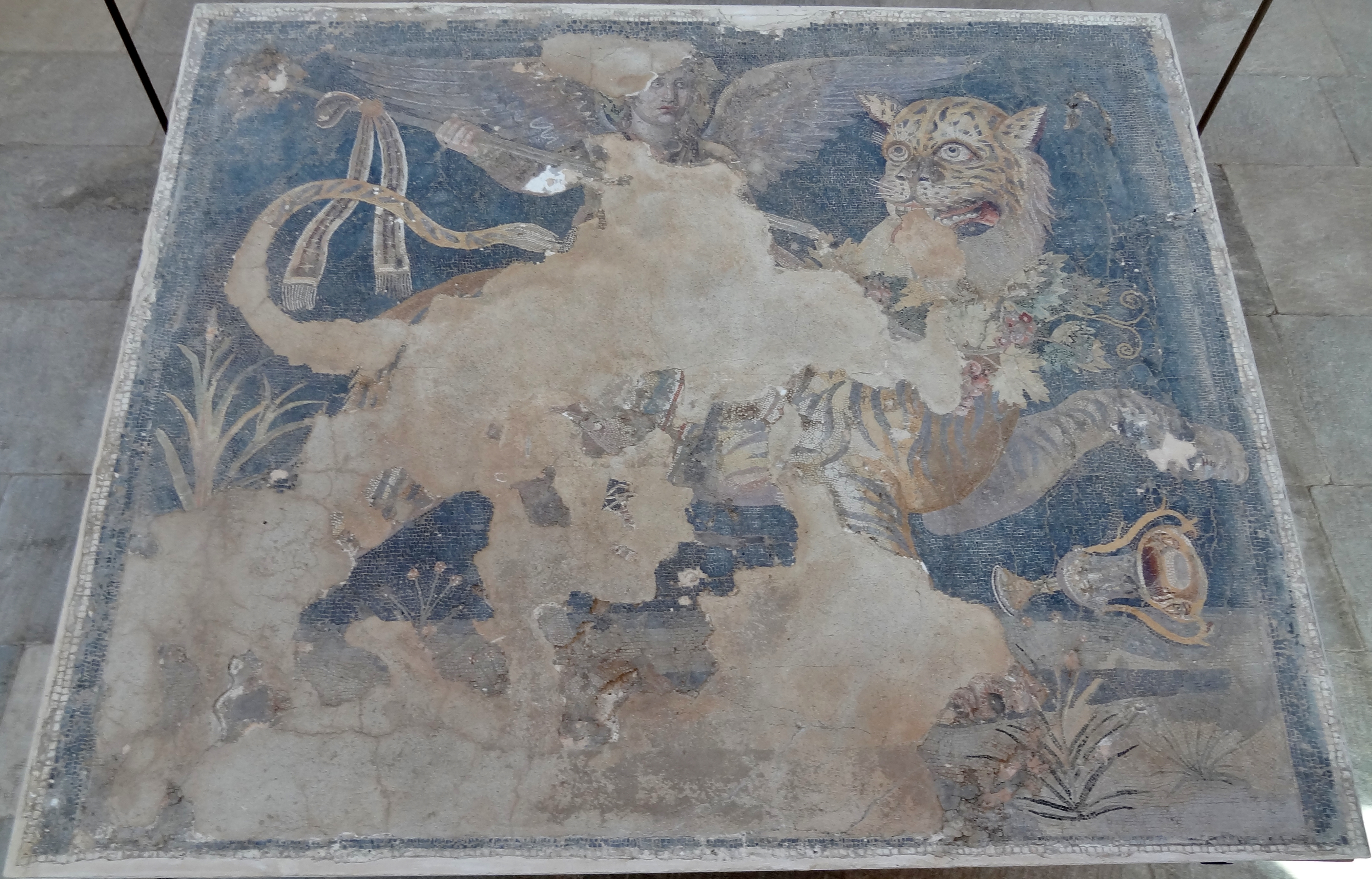
Dioniso cabalgando sobre un tigre.
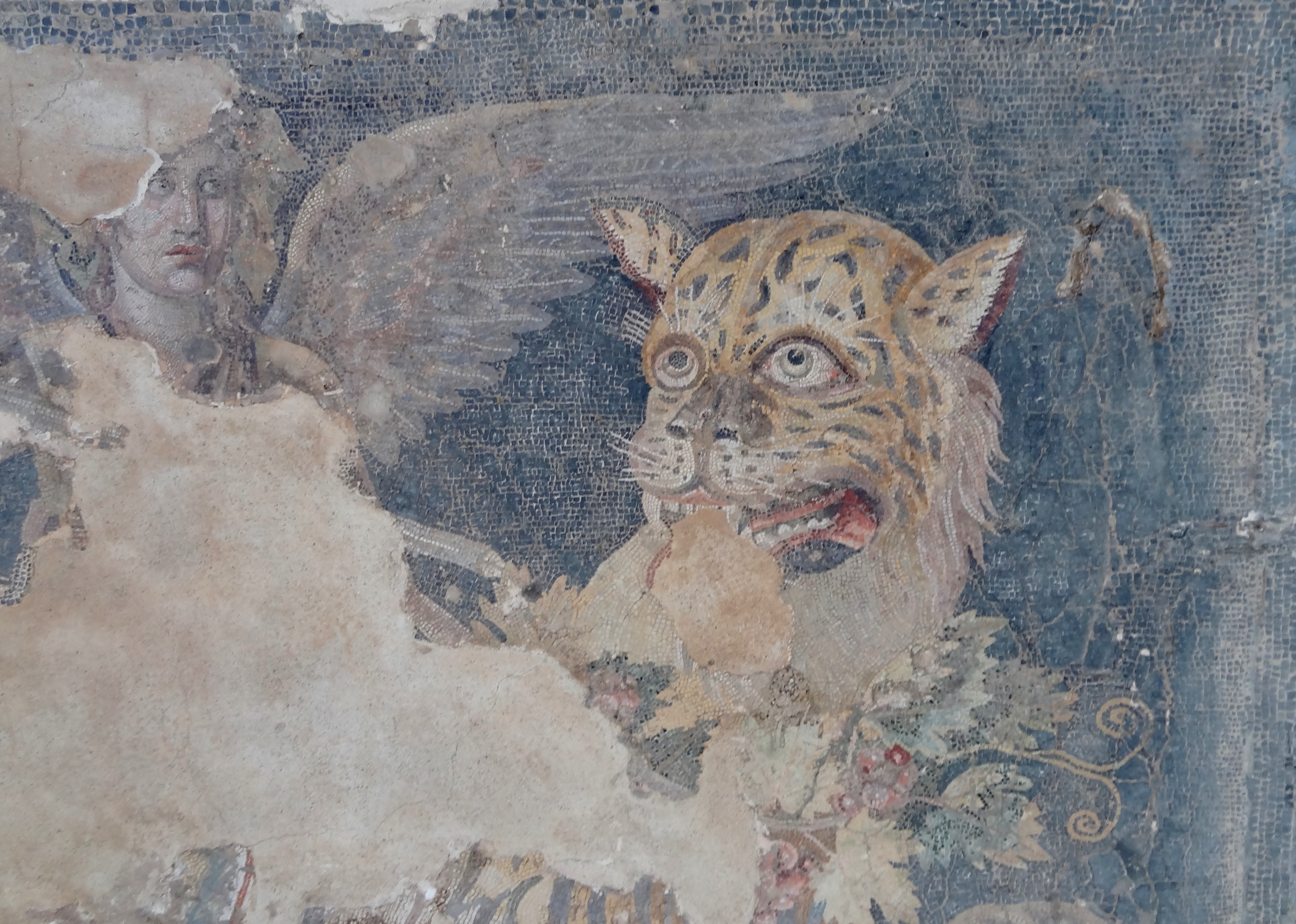
Detalle del Dioniso alado y el tigre.
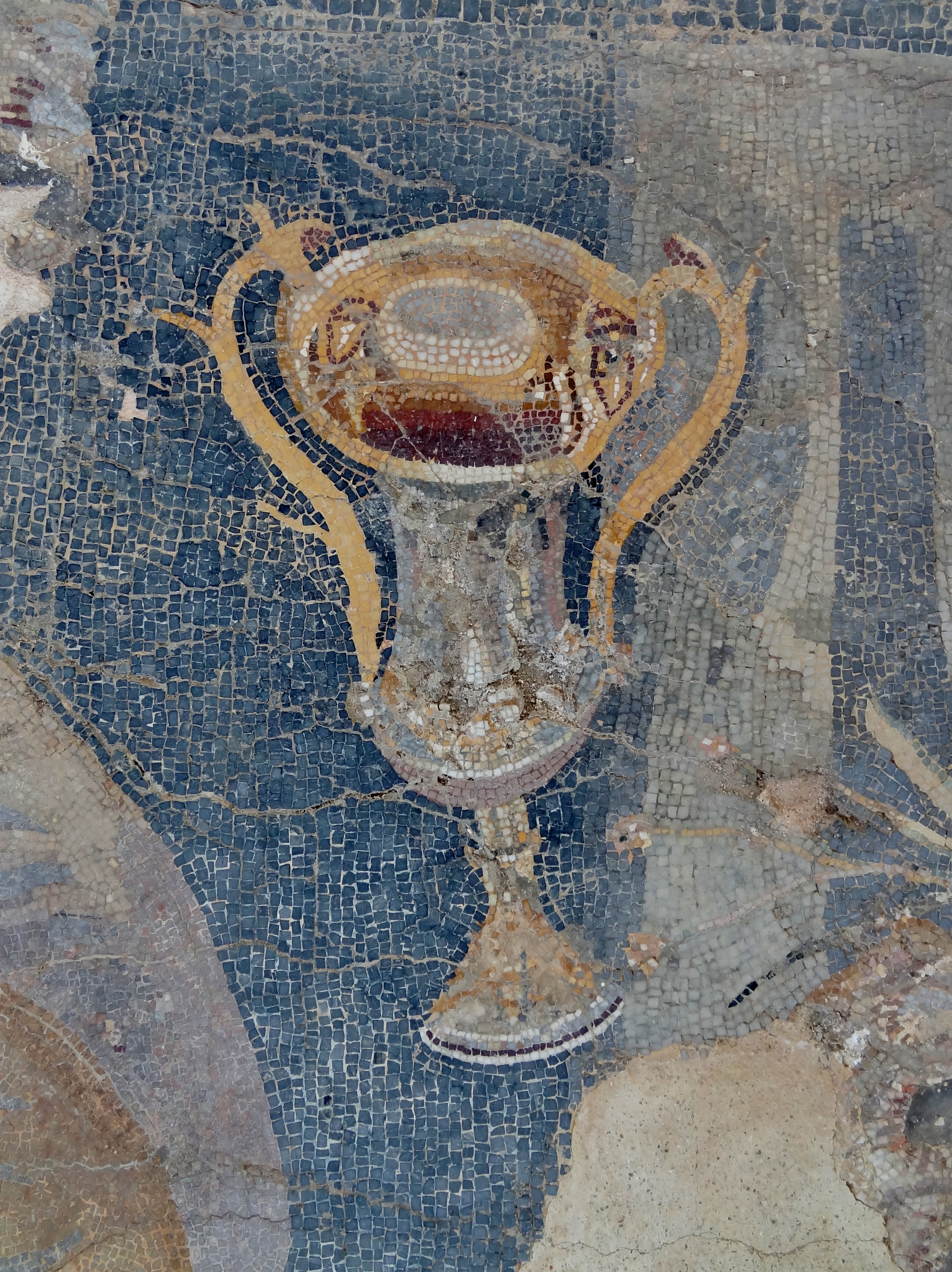
Detalle de una vasija de vidrio helenístico del mosaico de Dioniso cabalgando sobre un tigre.
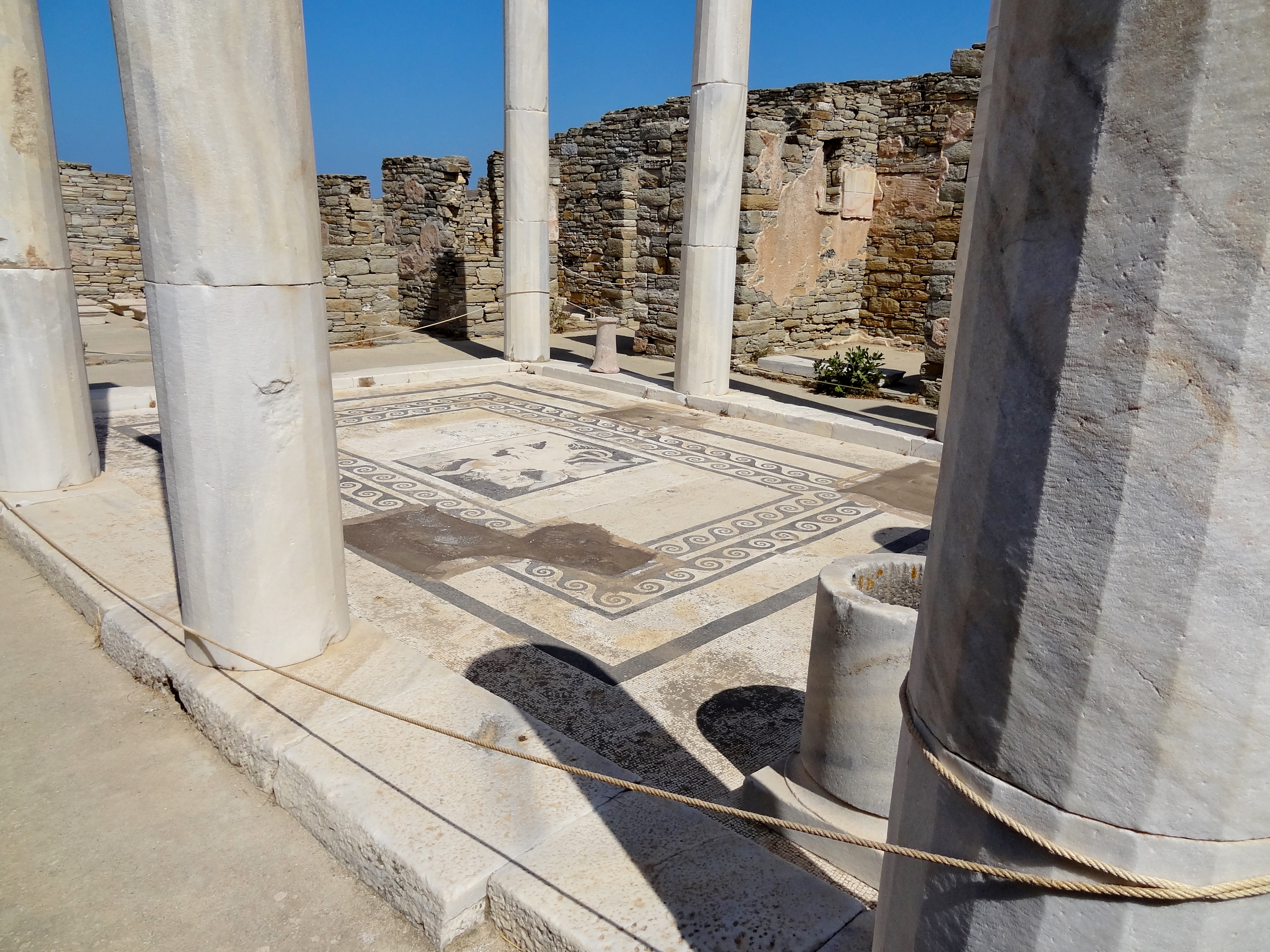
Pavimento de mosaico en el peristilo de la Casa de Dioniso.

### Casa de las Máscaras
La Casa de las Máscaras fue denominada así por un mosaico allí encontrado, formado por una superficie central con un patrón geométrico de cubos y decorado perimetralmente con una tira donde se representaban unas volutas de hiedra con motivos de máscaras de teatro. Los mosaicos más elaborados se hallaron en cuatro estancias distintas, a las que se accedía desde el patio del peristilo, pavimentado con cantos de mármol, a través de unos pasillos cuyos mosaicos se realizaron con fragmentos de ánforas. En el centro de uno de los mosaicos aparece la figura de Dioniso cabalgando sobre un leopardo, con un fondo negro similar al mosaico de la Casa de Dioniso. Otro mosaico central representa a un flautista y una figura danzando, que podría ser Sileno. La técnica del opus vermiculatum se empleó únicamente en la figura de Dioniso. Los otros mosaicos de la casa no logran el naturalismo de los motivos y escenas figurativas más detallados, aunque muestran un intento de imitación mediante la técnica del teselado.

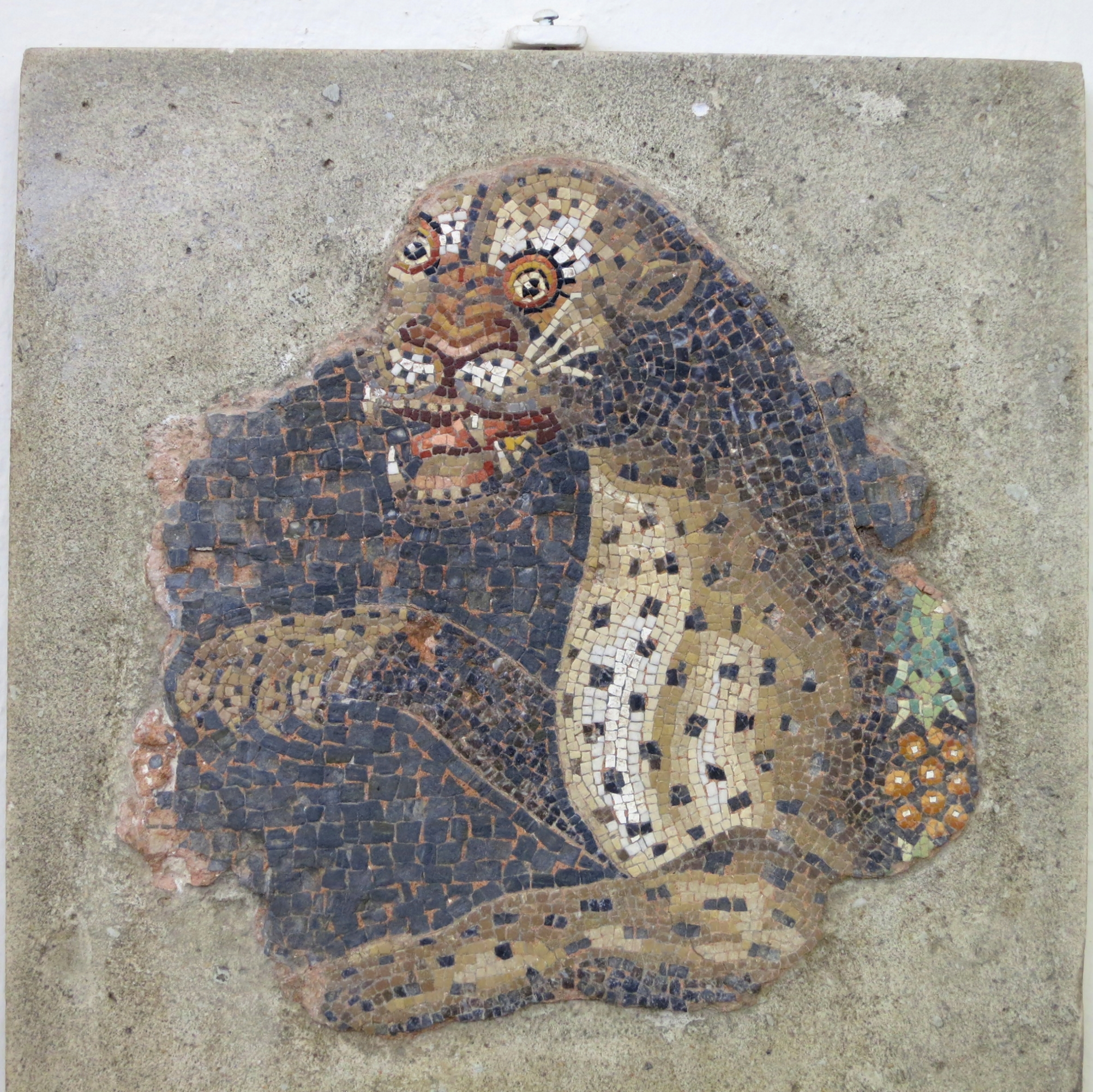
Un pequeño mosaico de un leopardo de la Casa de las Máscaras en Delos, aproximadamente 100 a. C.
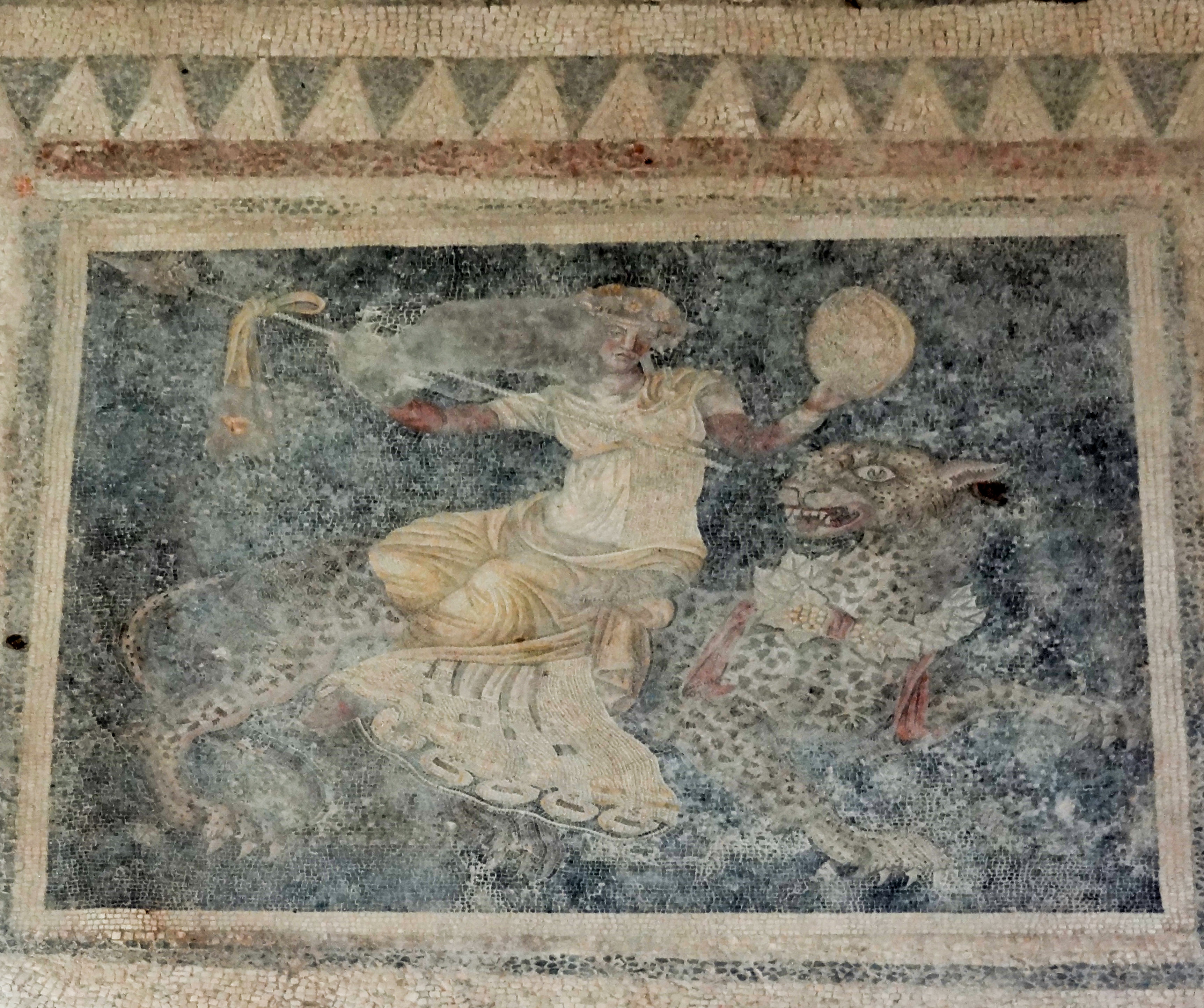
Dioniso montado sobre una criatura felina.
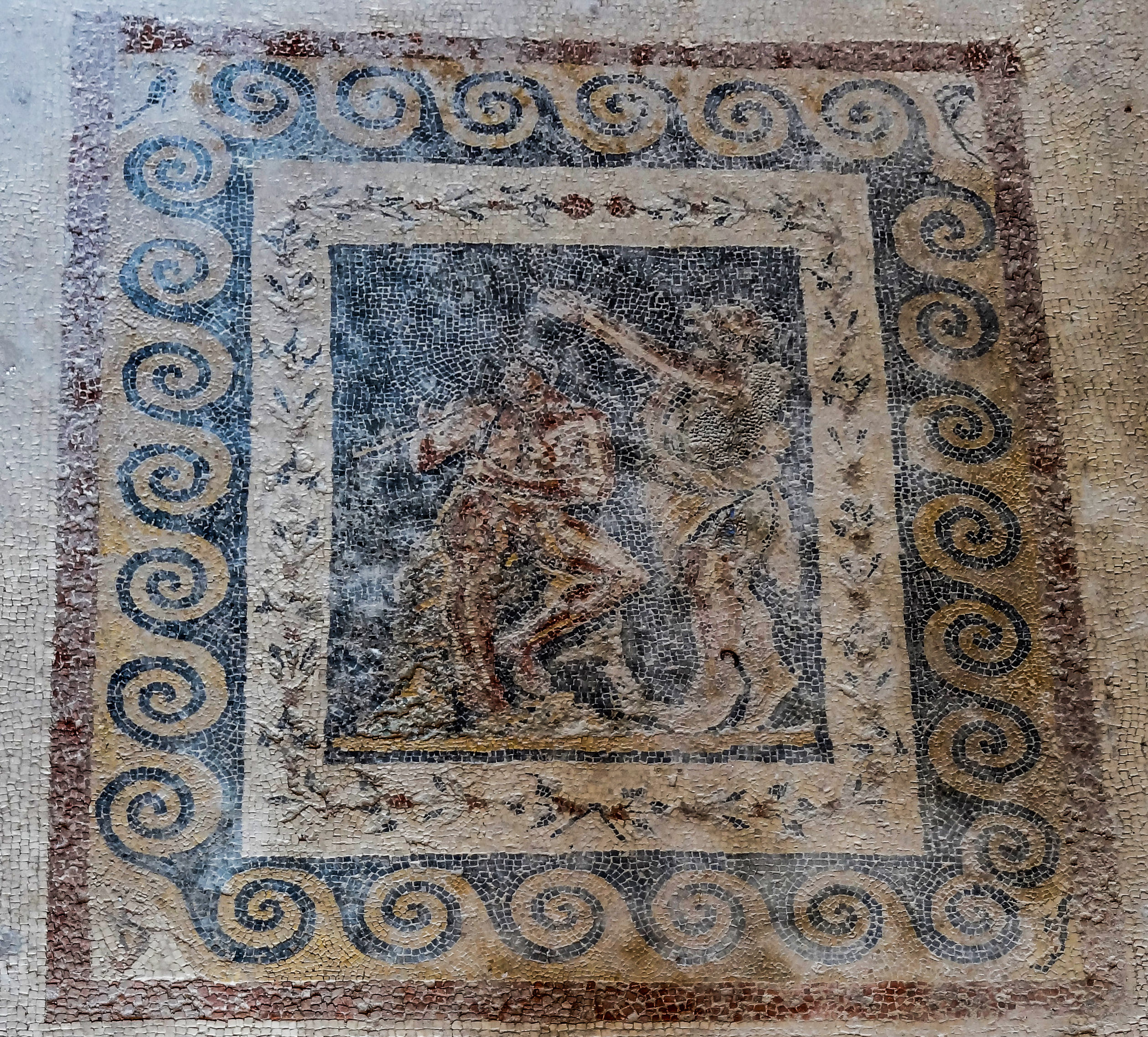
Una figura vestida de seda danzando al son de un flautista.
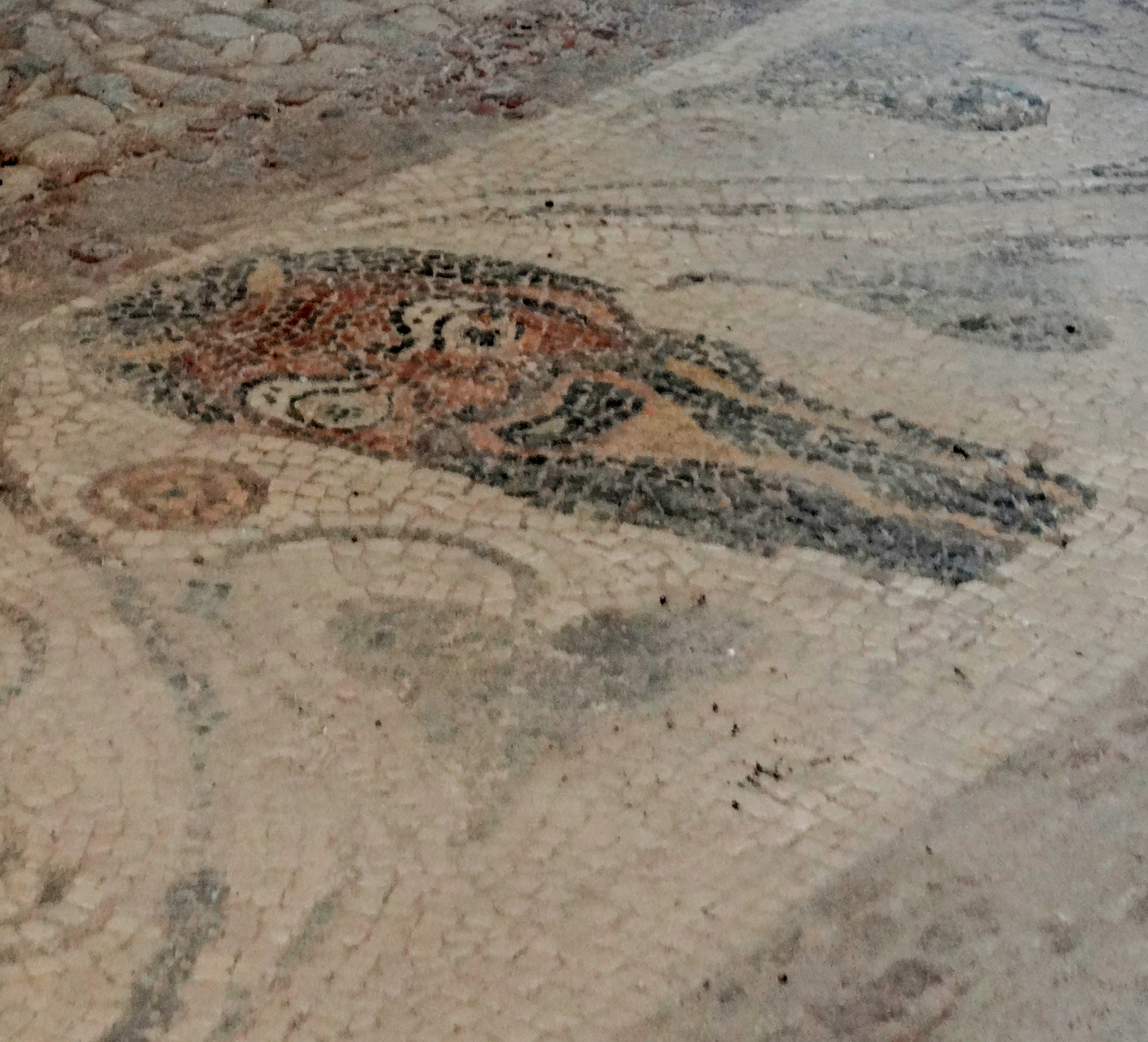
Mosaico de una máscara de teatro.
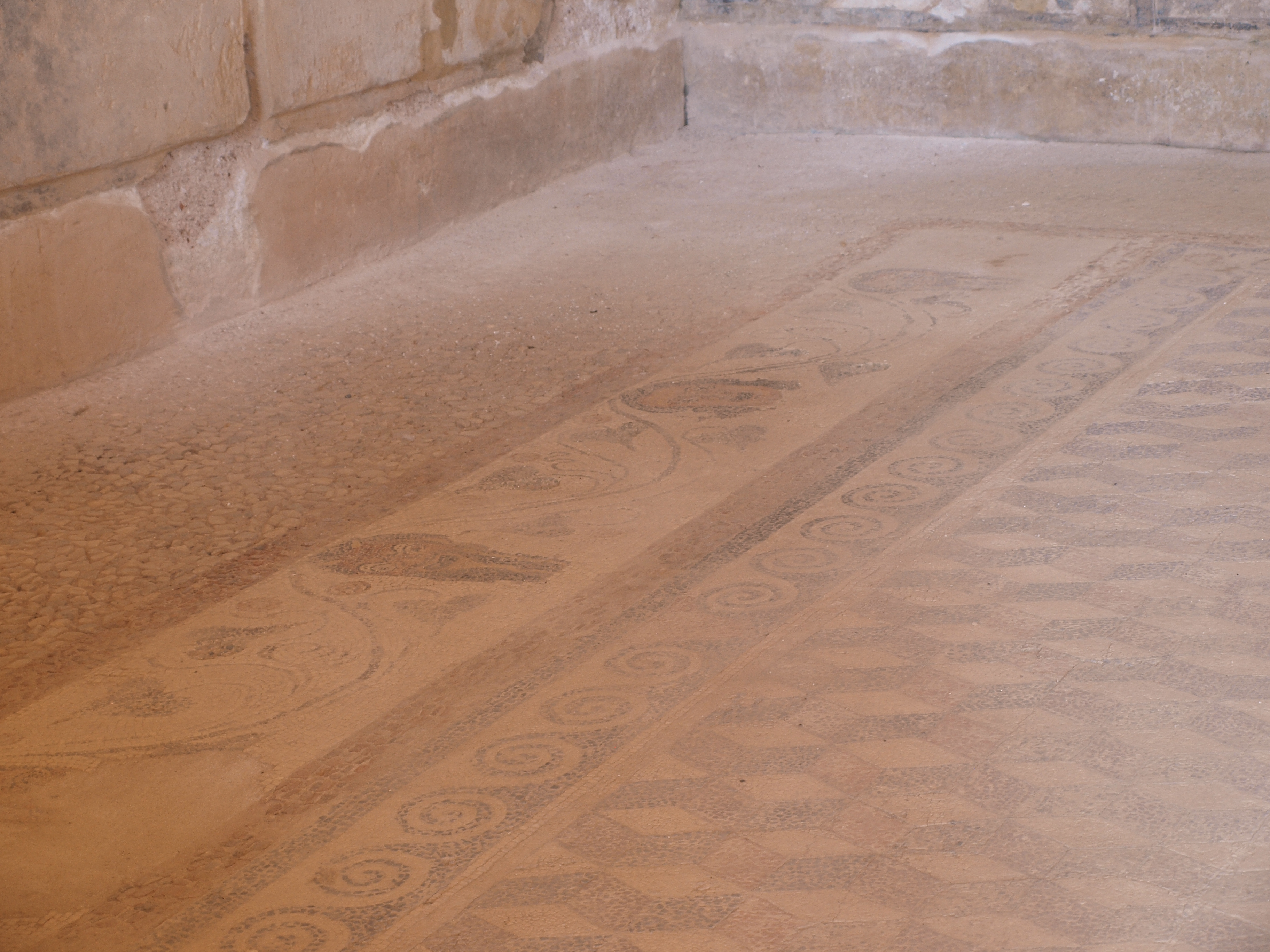
Detalle del mosaico geométrico de cubos con la tira perimetral de volutas de hiedra y máscaras de teatro.

### Casa de los Delfines
La Casa de los Delfines tiene un pavimento de mosaico en el peristilo que es inusual en Delos, formado por un círculo inscrito en un contorno cuadrado. En cada esquina del cuadrado hay un par de delfines sobre los que cabalgan unas pequeñas figuras aladas que sujetan los emblemas de varias deidades griegas, en concreto un tirso, un caduceo, un tridente y otro objeto que falta debido a los daños sufridos por el mosaico. El círculo contiene una roseta central rodeada por guirnaldas de flores y grifos. El mosaico, firmado por un tal Asclepíades de Arados (en la antigua Fenicia, actualmente el oeste de Siria), es uno de los dos únicos ejemplos de Delos que muestran la firma del artista original.

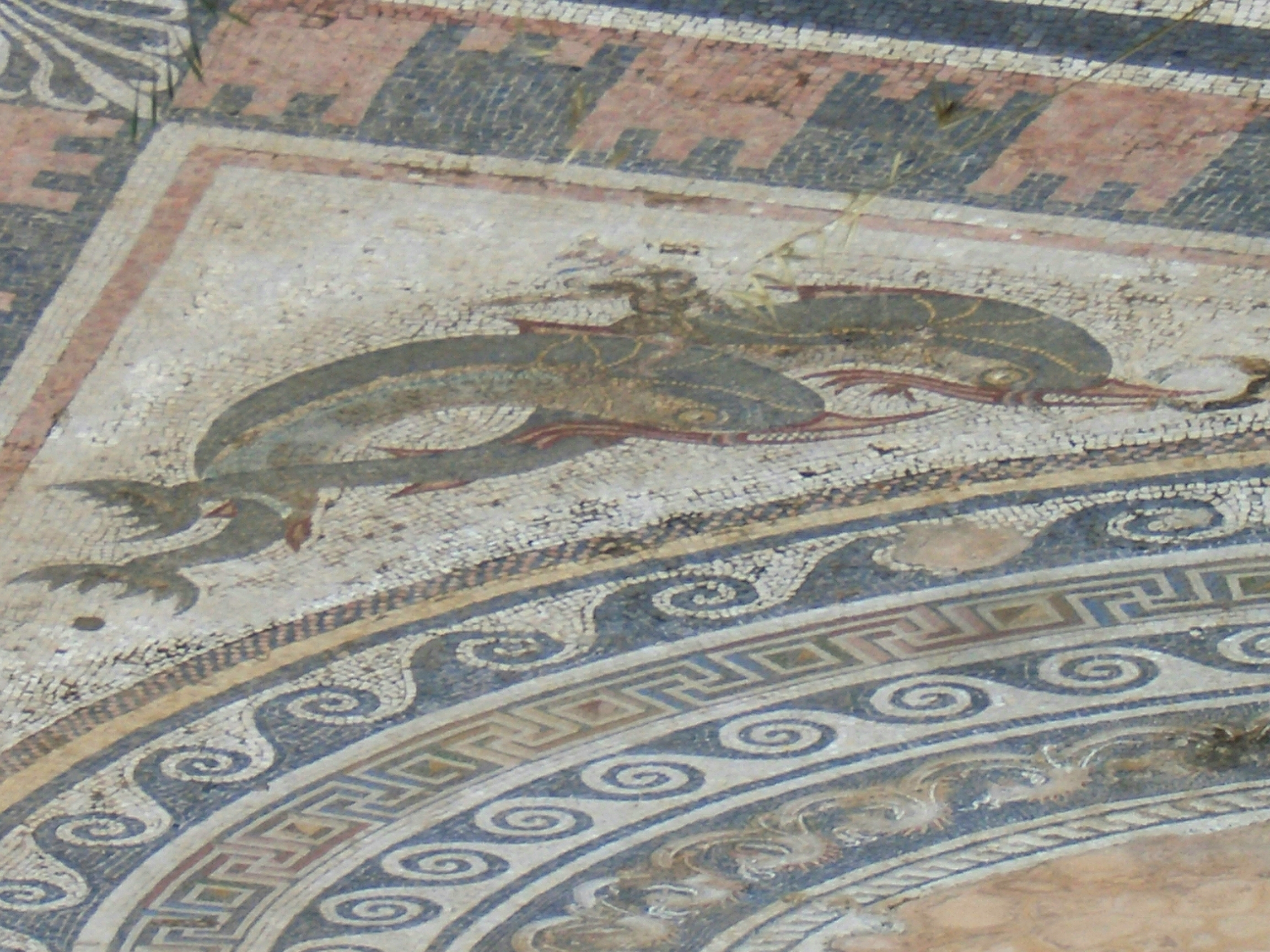
Delfines y jinetes junto a unas bandas decoradas con motivos de olas simples.
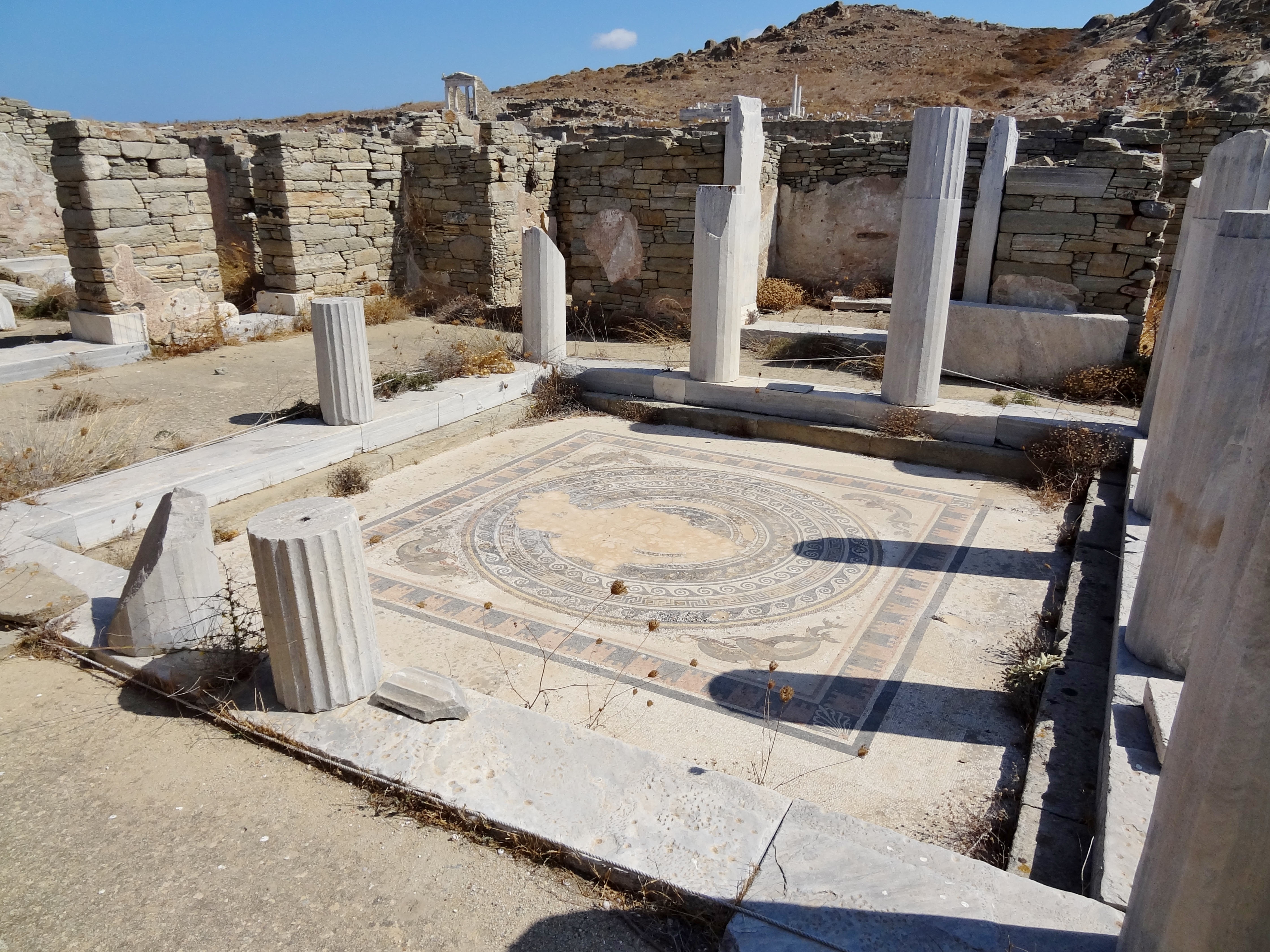
Patio del peristilo delimitado por columnas que rodean un pavimento de mosaico.
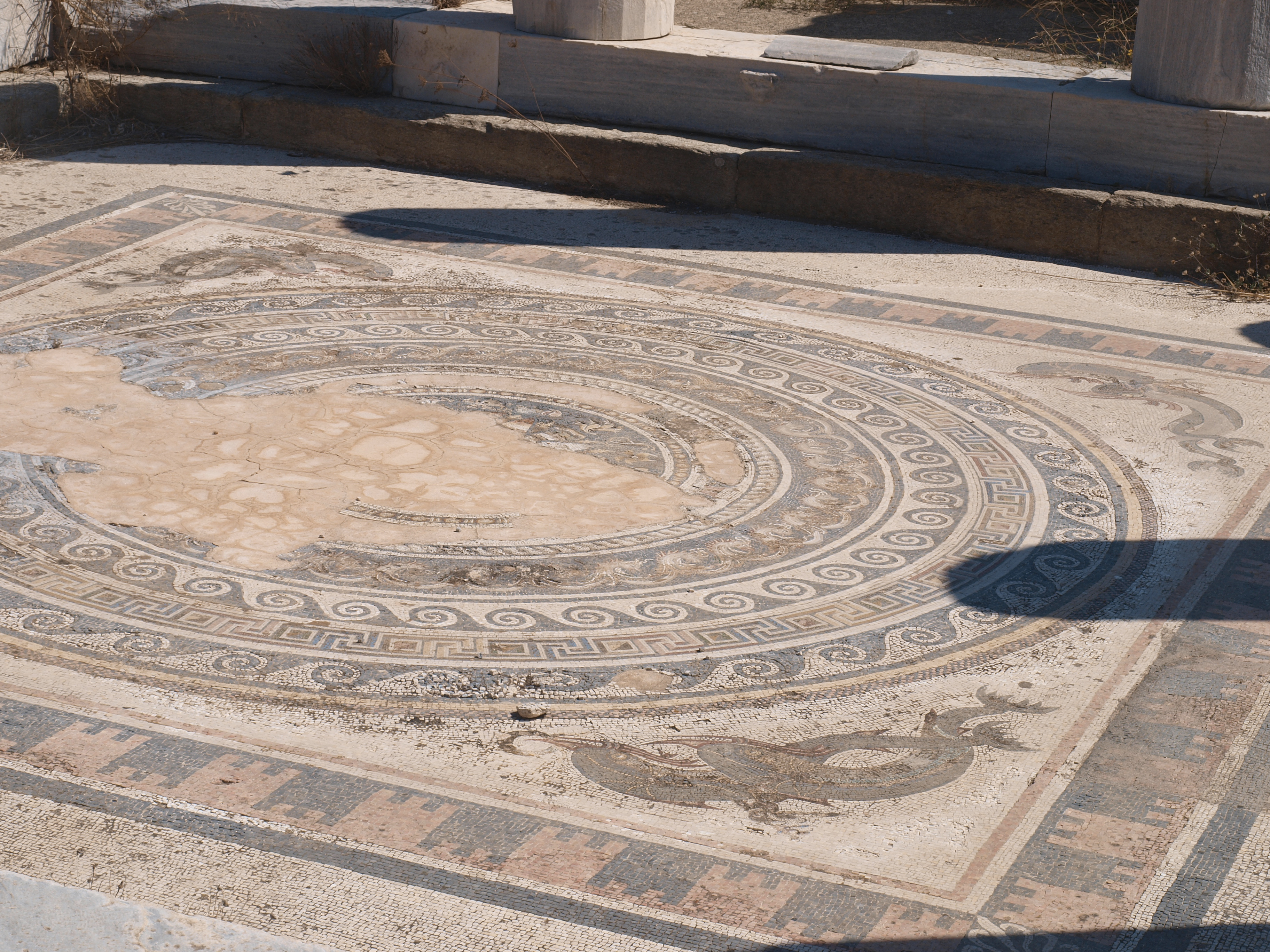
Detalle del pavimento de mosaico que muestra un círculo inscrito en un cuadrado.
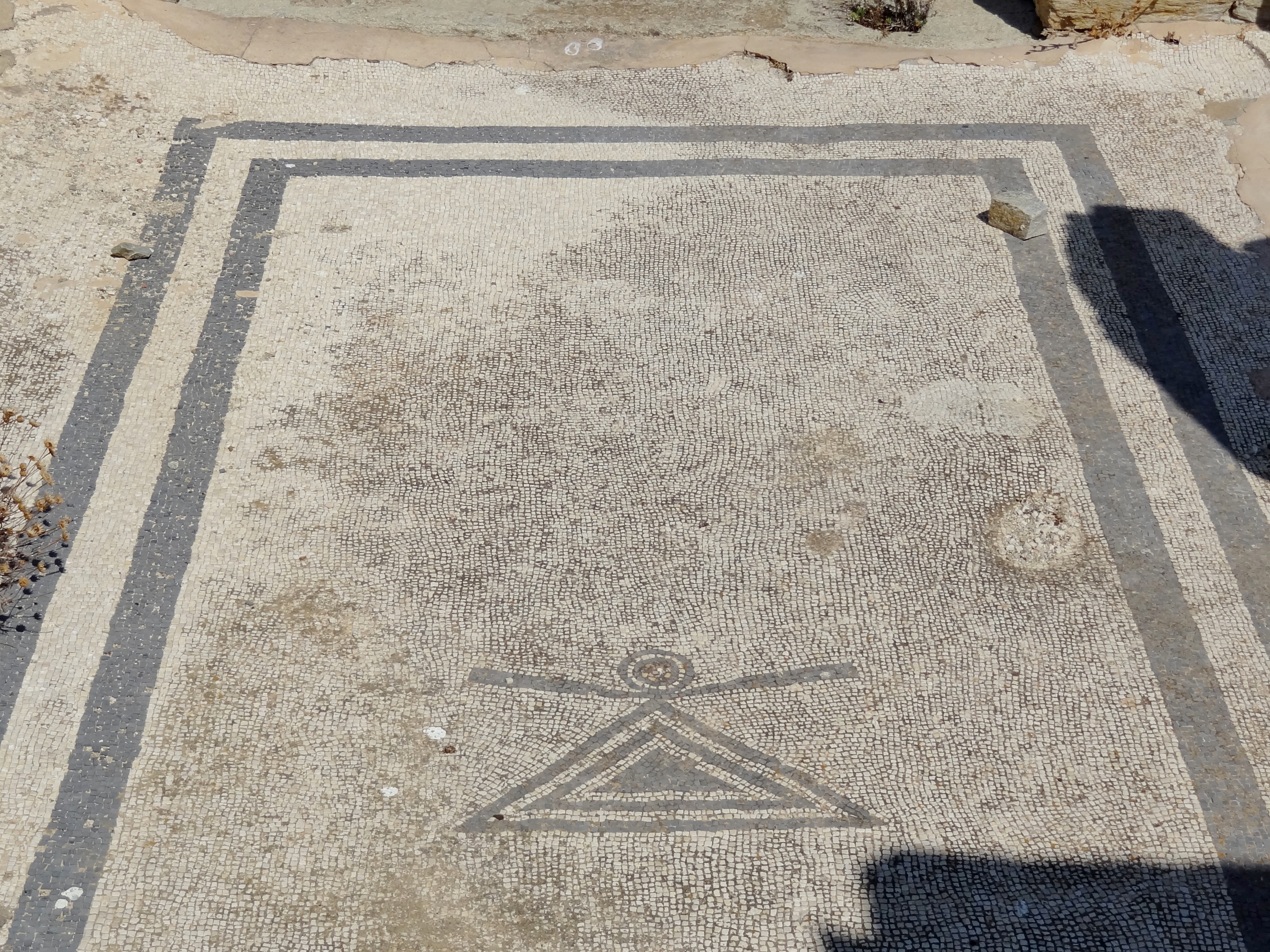
Mosaico con el símbolo de la diosa púnico-fenicia Tanit.

### Casa del Lago
Al igual que la mayoría de viviendas de Delos, la Casa del Lago tiene una forma irregular en lugar de una planta rectangular o cuadrada. Estaba situada cerca de un lago sagrado y fue habitada desde aproximadamente 300 a. C. a 100 a. C. El impluvium del peristilo está rodeado por columnas monolíticas de orden jónico y decorado con un motivo geométrico alrededor de una roseta central.

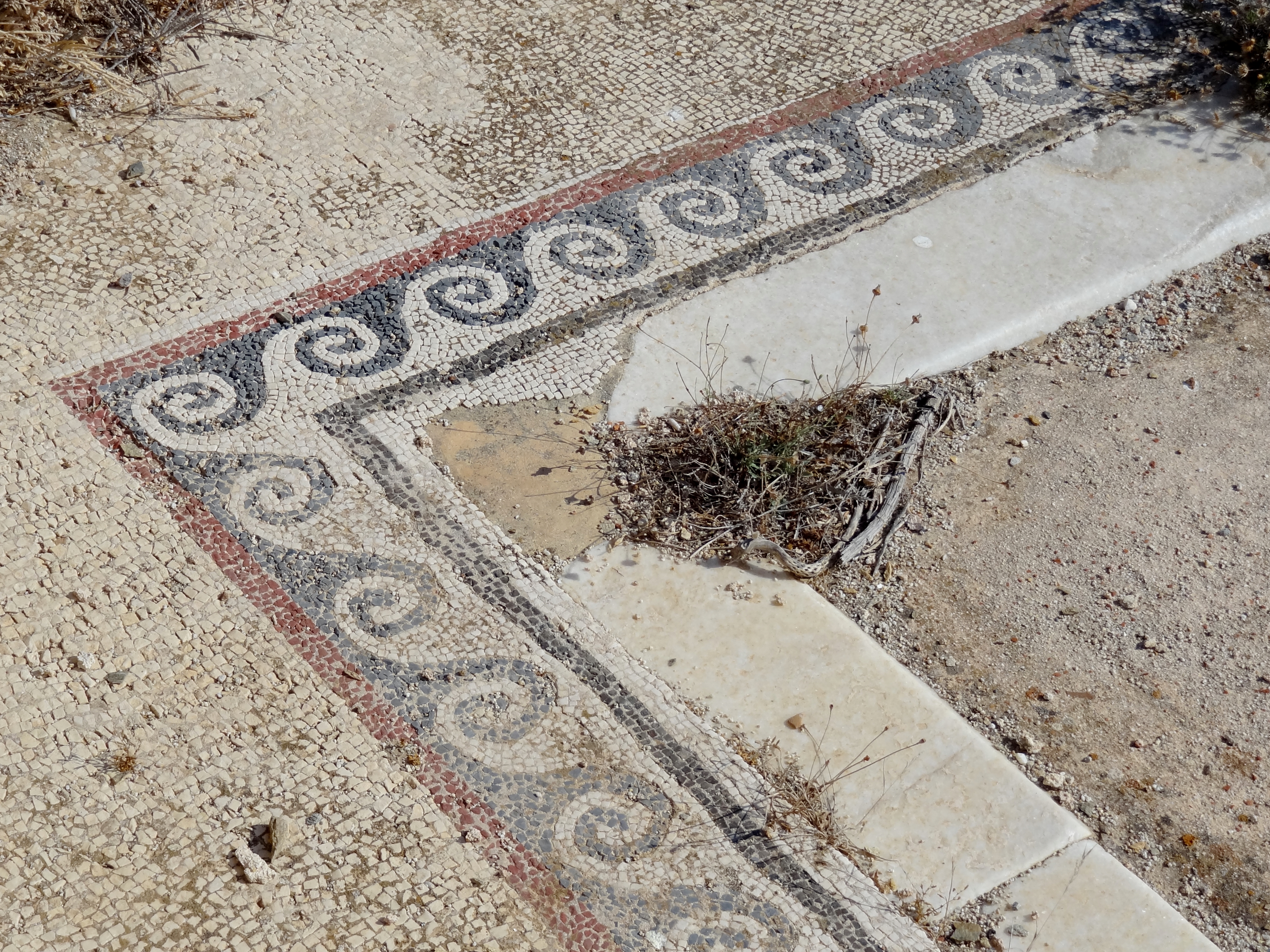
Detalle de contorno con el motivo de ola simple.
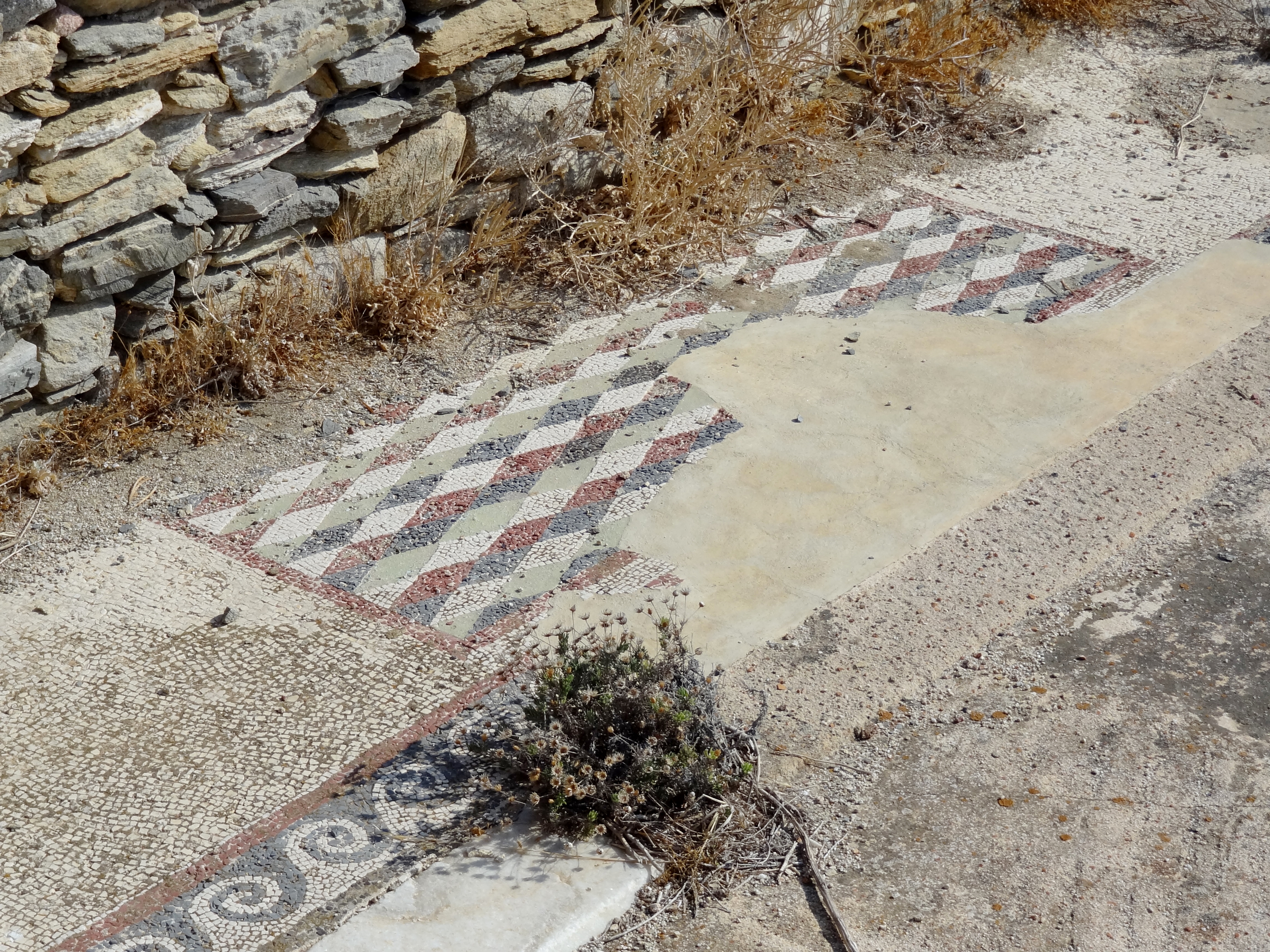
Mosaico con diseño de cubos y contorno de ola simple.
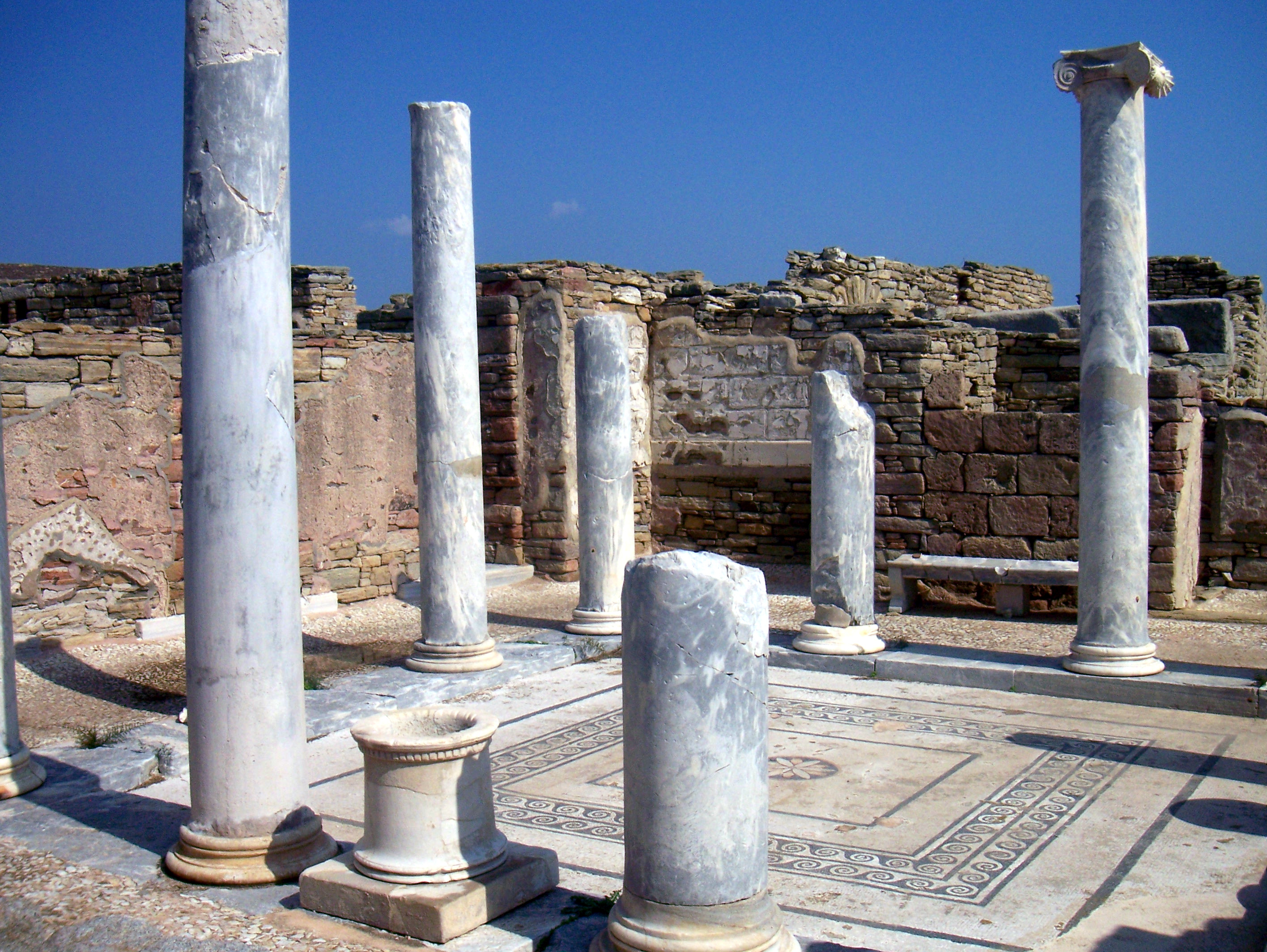
El impluvium del peristilo con columnas de orden jónico y pavimento de mosaico.
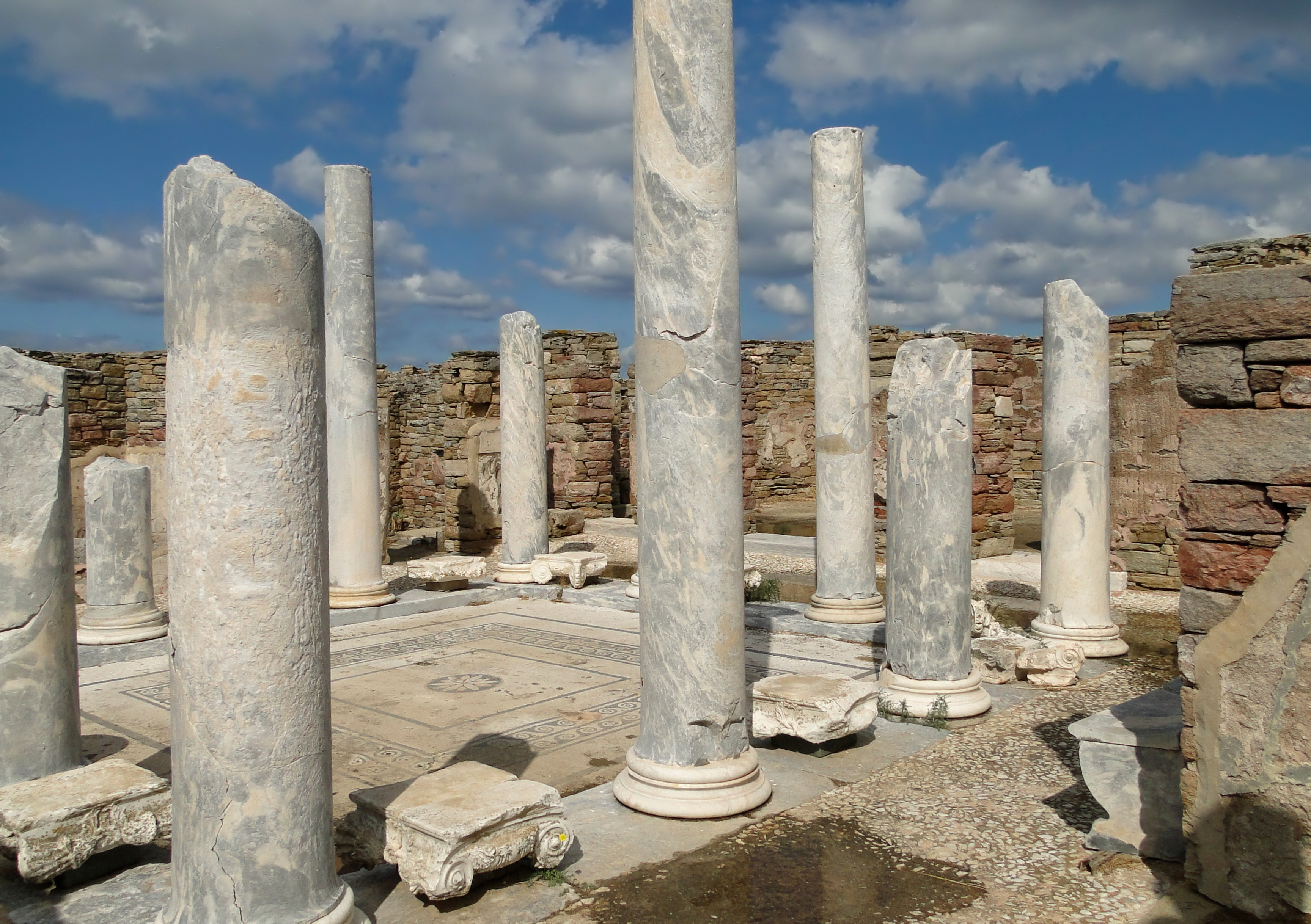
El impluvium y el suelo de mosaico vistos desde otro ángulo.

### Casa del Tridente
La Casa del Tridente tiene unos paneles en el peristilo con el motivo de un delfín negro representado alrededor de un ancla roja y tridentes negros, todo ello sobre un fondo blanco. El tema sugiere que los dueños de la casa estaban de alguna manera relacionados con la actividad marítima. Estos mosaicos sencillos bidimensionales contrastan con los mosaicos helenísticos de figuras y motivos polícromos, tridimensionales y enormemente detallados de otras viviendas. Quizás son comparables o incluso estarían relacionados con los pavimentos de mosaico en blanco y negro que aparecieron en la Italia romana algunas décadas más tarde.

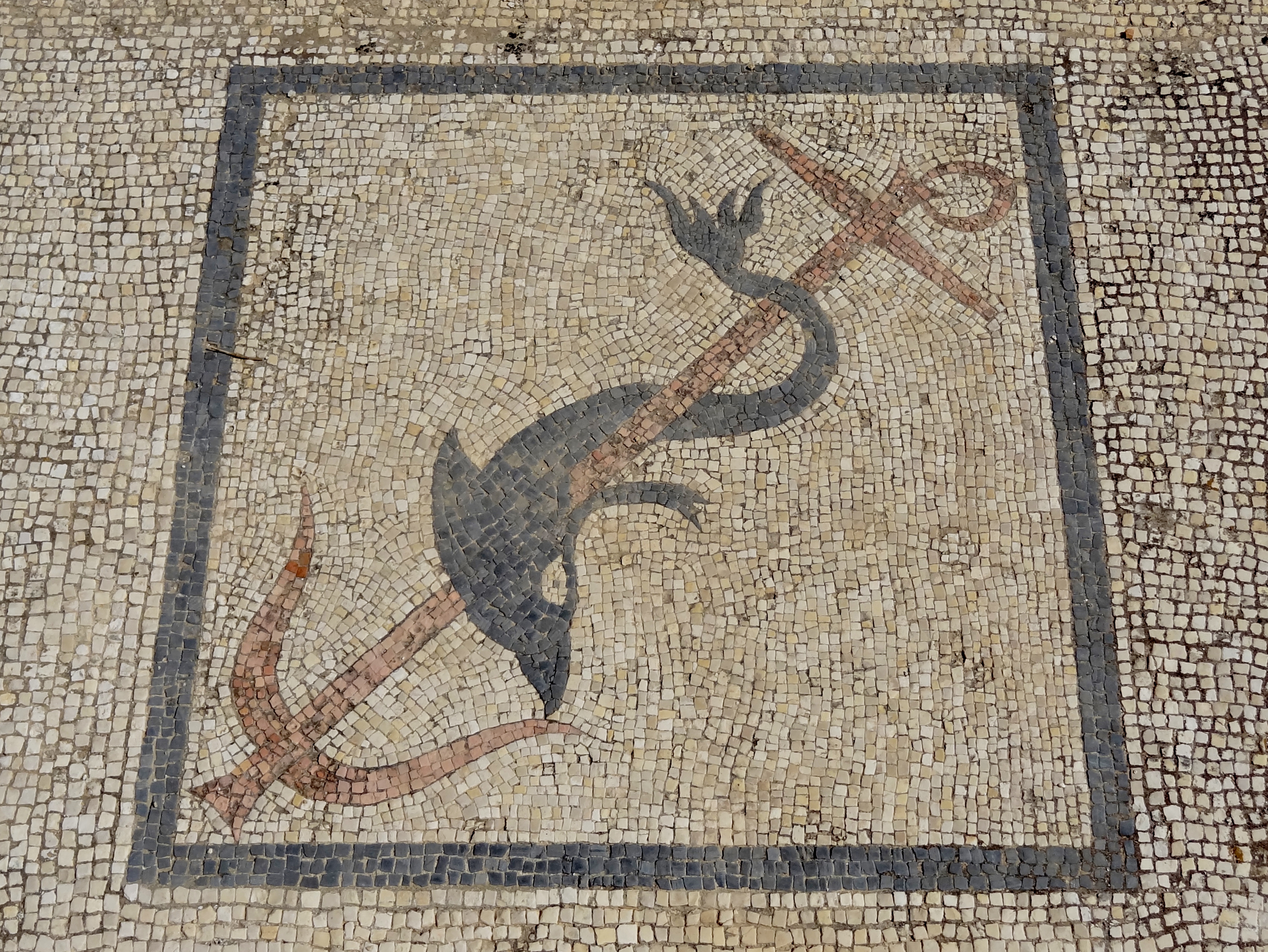
Detalle del mosaico que representa un delfín rodeando un ancla
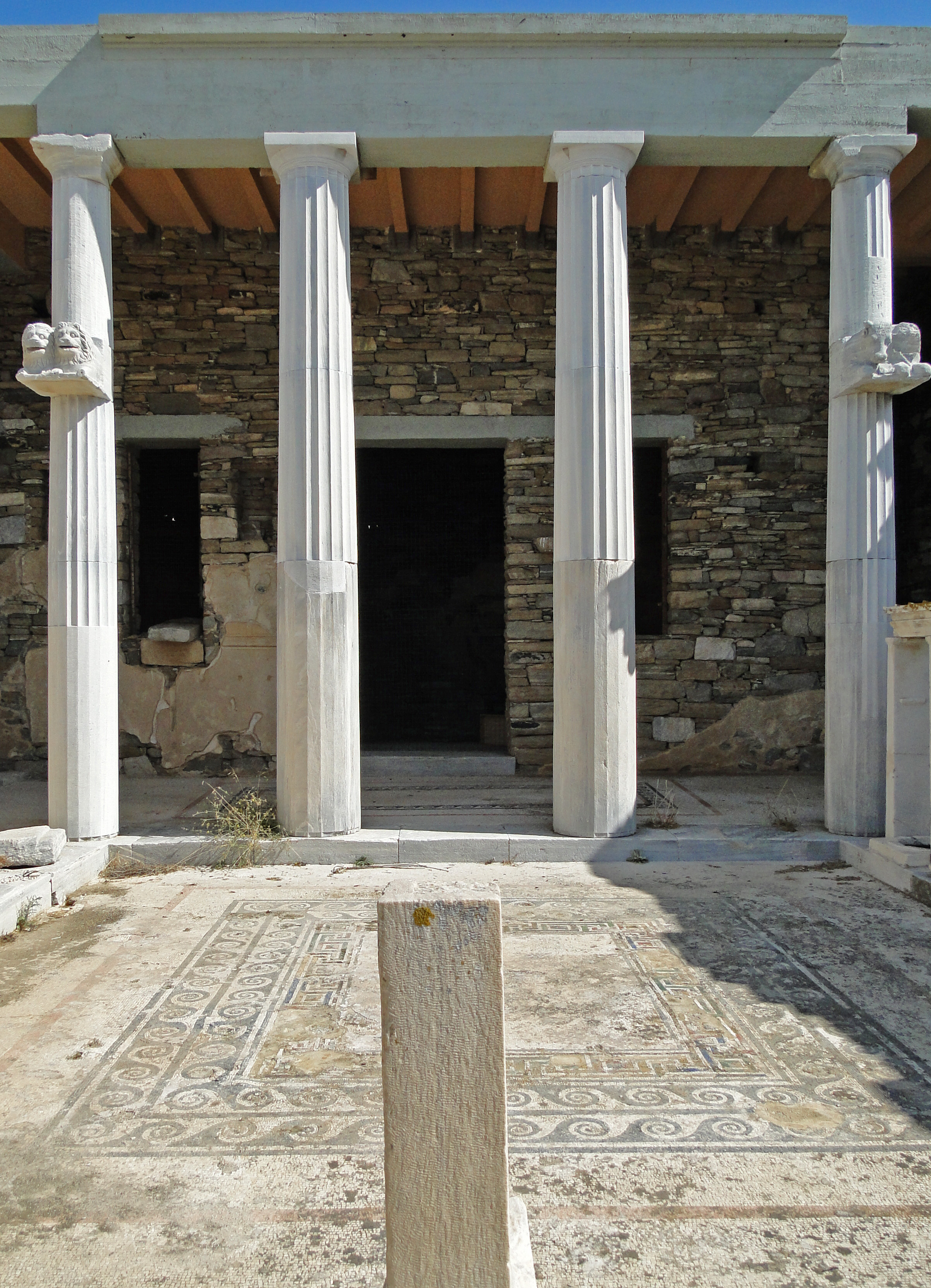
Vista del peristilo del patio con los pavimentos de mosaico
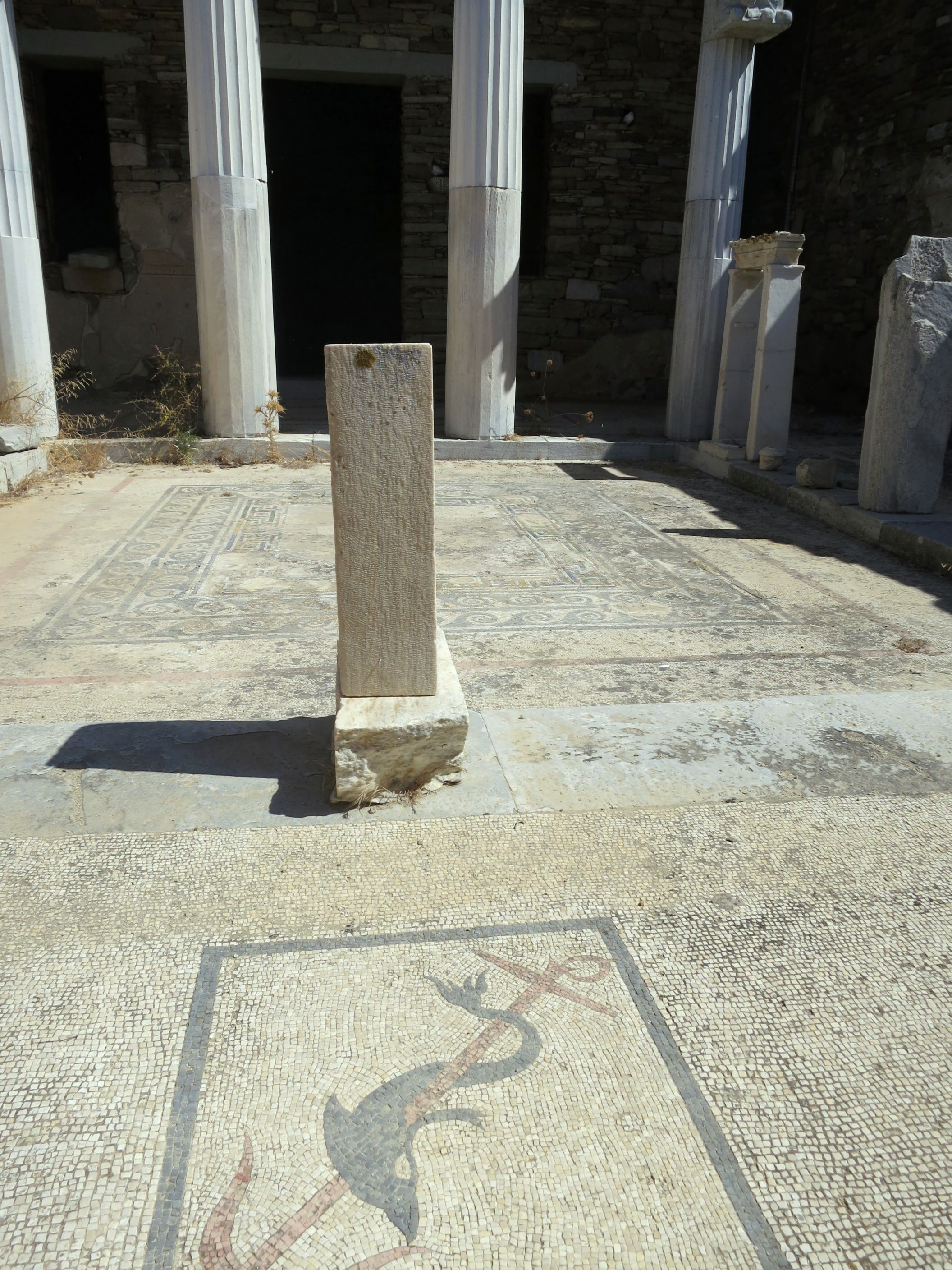
Otra vista del patio y el mosaico del delfín